# Frozen (2013)
Frozen (bra: Frozen - Uma Aventura Congelante ou Frozen: Uma Aventura Congelante; prt: Frozen - O Reino do Gelo ou Frozen: O Reino do Gelo) é um filme de animação musical estadunidense de 2013, o 53.º animado dos Clássicos Disney produzido pela Walt Disney Animation Studios e distribuído pela Walt Disney Pictures. Inspirado pelo conto de fadas A Rainha da Neve, de Hans Christian Andersen, narra as desventuras das irmãs reais de Arendelle. A mais jovem, princesa Anna (Kristen Bell), parte em uma jornada com Kristoff (Jonathan Groff), um homem da montanha, sua leal rena de estimação (Sven) e Olaf (Josh Gad), um boneco de neve que sonha em experimentar o verão, para encontrar sua irmã a Rainha Elsa (Idina Menzel), cujos poderes congelantes transformaram o reino onde vive em um inverno eterno.
A história de A Rainha da Neve esteve em desenvolvimento na Disney Animation durante boa parte da sua história: 74 anos, mas nenhuma das versões idealizadas durante este longo período saiu do papel, porque os roteiristas não sabiam como fazer o público se relacionar com os personagens pouco críveis e desenvolver a personalidade abstrata da Rainha da Neve. O projeto foi revitalizado em 2011, quando Chris Buck foi escolhido para a direção e ficou decidido que a Rainha da Neve seria irmã da heroína (Anna), criando uma relação real para as duas personagens principais. Em 2012, Jennifer Lee assumiu o roteiro e codireção, e junto com as canções de Robert Lopez e Kristen Anderson-Lopez, seriam responsáveis por estabelecer uma personalidade humana para a Rainha da Neve, Elsa, que até então era uma vilã unidimensional. No fim deste ano, o título inicial The Snow Queen (A Rainha da Neve) foi alterado para Frozen.
Frozen estreou em 27 de novembro de 2013 e foi recebido com aclamação pela crítica e público em geral. O filme foi considerado a melhor animação do estúdio desde a era do Renascimento da Disney. Arrecadou mais de 1,2 bilhão de dólares nas bilheterias mundiais. É o terceiro filme original (que não é continuação) de maior bilheteria, a terceira maior bilheteria na história do Japão, a maior bilheteria no mundo de 2013, a animação de maior bilheteria de todos os tempos e, até janeiro de 2021, a décima sexta maior bilheteria da história. Entre vários prêmios, venceu o Oscar de melhor filme de animação e melhor canção original ("Let It Go"), o Globo de Ouro de melhor filme de animação, cinco Annie Awards e dois Grammy Awards de Melhor Trilha Sonora Compilada para uma Mídia Visual e Melhor Canção Escrita para uma Mídia Visual ("Let It Go").
O filme gerou uma franquia de sucesso, com livros, jogos, quadrinhos, um show da Broadway com estreia para 2018, um spin-off em curta-metragem, Frozen Fever (2015), e uma sequência em longa-metragem chamada Frozen II foi lançada em novembro de 2019.

## Enredo
Elsa, princesa de um pequeno reino norueguês chamado Arendelle, nasceu com poderes mágicos com os quais ela é capaz de criar gelo, geada e neve. Uma noite, enquanto estava brincando, ela fere acidentalmente sua irmã mais nova, a princesa Anna. Seus pais chocados, o Rei e a Rainha, procuram a ajuda do rei Troll, que cura Anna e remove das suas memórias a magia de Elsa. O casal real isola as crianças em seu castelo até Elsa aprender a controlar seus poderes. Com medo de ferir Anna novamente, Elsa passa a maior parte do tempo sozinha em seu quarto, causando um afastamento entre as meninas à medida que crescem. Quando as princesas são adolescentes, seus pais morrem num naufrágio durante uma tempestade.
Quando Elsa completa 21 anos, o reino se prepara para sua coroação como Rainha. Entre os convidados está o alemão Duque de Weselton, que procura explorar Arendelle para conseguir dinheiro. Animada para sair do castelo de novo, a princesa Anna explora a cidade e conhece o príncipe Hans das Ilhas do Sul, e os dois desenvolvem rapidamente uma atração mútua. Apesar do receio de Elsa, sua coroação ocorre sem incidentes. Durante a recepção, Hans pede Anna em casamento e ela aceita apressadamente. No entanto, Elsa se recusa a conceder a sua bênção e proíbe o repentino casamento. As irmãs discutem, culminando com a exposição dos poderes de Elsa durante uma explosão emocional.
Em pânico, Elsa foge do castelo, e sem querer desencadeia um inverno eterno no reino. No alto das montanhas próximas, ela liberta os seus poderes, construindo um palácio de gelo e decidindo viver solitária, e sem saber, dá a vida ao seu boneco de neve (e de Anna), Olaf. Enquanto isto, Anna sai em busca de sua irmã, determinada a levá-la de volta a Arendelle, acabar com o inverno e restaurar seu relacionamento. Quando faz uma pausa para conseguir mantimentos, ela conhece um homem da montanha chamado Kristoff e sua rena, Sven, e convence Kristoff para guiá-la até a montanha do Norte. Em sua jornada, o grupo se encontra com Olaf, que os leva ao esconderijo de Elsa.
Anna e Elsa se encontram, mas ela ainda teme ferir a irmã. Quando Anna insiste para Elsa voltar, esta fica assustada e seus poderes saem do controle, e ela acidentalmente golpeia Anna no coração. Horrorizada, Elsa cria uma criatura de neve gigante, Marshmallow, para levar Anna, Kristoff e Olaf para longe de seu palácio. Depois que eles fogem, Kristoff percebe que o cabelo de Anna está ficando branco e deduz que algo de ruim aconteceu. Ele procura a ajuda dos trolls, sua família adotiva, que explicam que o coração de Anna foi congelado por Elsa. A menos que seja descongelado por um "ato de amor verdadeiro", ela vai se tornar gelo para sempre. Acreditando que apenas Hans pode salvá-la com um beijo do amor verdadeiro, Kristoff volta com Anna para Arendelle.
Hans, indo encontrar Anna, chega no palácio de Elsa. Na batalha que se segue contra os homens do duque, Elsa é nocauteada e presa em Arendelle. Lá, Hans pede que esta desfaça o inverno, mas Elsa confessa que não sabe como. Quando Anna se encontra com Hans e pede que ele a beije para quebrar a maldição, Hans se recusa e revela que sua verdadeira intenção em se casar com Anna e seduzi-la é para tomar o controle do trono de Arendelle. Deixando Anna para morrer, ele acusa Elsa de traição pela aparente morte de sua irmã mais nova.
Elsa escapa e cria, sem intenção, uma tempestade de neve no fiorde. Olaf encontra Anna e revela que Kristoff é apaixonado por ela; eles, então, fogem para o fiorde para encontrá-lo. Hans confronta Elsa, dizendo-lhe que Anna está morta por culpa dela. Em desespero, Elsa faz a tempestade cessar de repente, dando Kristoff e Anna a chance de se encontrarem. No entanto, Anna, vendo que Hans está prestes a matar Elsa, joga-se entre os dois, quando ela congela, bloqueando o ataque de Hans.
Quando Elsa chora por sua irmã, Anna começa a derreter, porque a sua decisão de se sacrificar para salvar sua irmã constituiu um "ato de amor verdadeiro". Percebendo que o amor é a chave para controlar seus poderes, Elsa descongela o reino e ajuda Olaf a sobreviver no verão. Hans é deportado de volta às Ilhas do Sul para enfrentar a punição por seus crimes contra a família real de Arendelle, enquanto Elsa corta qualquer laço comercial com Weselton. Anna e Kristoff compartilham um beijo e as duas irmãs se reconciliam. Elsa promete nunca fechar as portas do castelo novamente.

## Elenco
| Voz Original        | Personagem        | Dubladores               | Dobradores                  |
| ------------------- | ----------------- | ------------------------ | --------------------------- |
| Kristen Bell        | Anna              | Erika Menezes (diálogos) | Bárbara Lourenço (diálogos) |
| Kristen Bell        | Anna              | Gabi Porto (canções)     | Isabel Jacobetty (canções)  |
| Idina Menzel        | Elsa              | Taryn Szpilman           | Maria Camões (diálogos)     |
| Idina Menzel        | Elsa              | Taryn Szpilman           | Anna Encarnação (canções)   |
| Jonathan Groff      | Kristoff          | Raphael Rossatto         | Diogo Morgado (diálogos)    |
| Jonathan Groff      | Kristoff          | Raphael Rossatto         | Filipe Gonçalves (cancões)  |
| Josh Gad            | Olaf              | Fábio Porchat            | Bruno Ferreira (diálogos)   |
| Josh Gad            | Olaf              | Fábio Porchat            | Henrique Feist (canções)    |
| Santino Fontana     | Hans              | Olavo Cavalheiro         | Paulo Vintém (diálogos)     |
| Santino Fontana     | Hans              | Olavo Cavalheiro         | Diogo Pinto (canções)       |
| Alan Tudyk          | Duque de Weselton | Pietro Mário             | Carlos Vieira de Almeida    |
| Chris Williams      | Oaken             | Mauro Ramos              | Carlos Freixo               |
| Maia Wilson         | Bulda             | Gottsha                  | Luísa Salgueiro (díalogos)  |
| Maia Wilson         | Bulda             | Gottsha                  | Ana Vieira (canções)        |
| Ciarán Hinds        | Pabbie            | Pádua Moreira            |                             |
| Stephen J. Anderson | Kai               | Ronaldo Júlio            | Peter Michael               |
| Edie McClurg        | Gerda             | Geisa Vidal              | Cucha Carvalheiro           |
| Maurice LaMarche    | Rei Agarr         | Eduardo Borgerth         | José Neves                  |
| Jennifer Lee        | Rainha Iduna      | Márcia Martins           | Joana Castro                |
| Robert Pine         | Bispo             | Carlos Gesteira          | Carlos Freixo               |

- Kristen Bell como Anna aos 18 anos.[10] No Brasil, Erika Menezes (diálogos) e Gabi Porto (canções). Em Portugal, Bárbara Lourenço (diálogos) e Isabel Jacobetty (canções).[11]
  - Livvy Stubenbrauch (diálogos) e Katie Lopez (canções) aos 5 anos.[10] No Brasil, Eduarda Móras (diálogos) e Gabi Guimarães (canções). Em Portugal, Luz Fonseca.
  - Agatha Lee Monn aos 9 anos.[10] No Brasil, Hannah Zeitoune e Mafalda Teixei em Portugal.[11]
- Idina Menzel como Elsa aos 21 anos.[10] No Brasil, Taryn Szpilman. Em Portugal, Maria Camões (diálogos) e Anna Encarnação (canções).[11][12]
  - Eva Bella aos 8 anos.[13] no Brasil Alice Lieban e Luz Fonseca em Portugal.[11]
  - Spencer Lacey Ganus aos 12 anos.[13] Ana Elena Bittencourt no Brasil e Margarida Moreira em Portugal.[11]
- Jonathan Groff como Kristoff aos 21 anos.[13] Raphael Rossatto no Brasil. Em Portugal, Diogo Morgado (diálogos) e Filipe Gonçalves (canções)[11]
- Josh Gad como Olaf.[14] Fábio Porchat no Brasil. Bruno Ferreira (diálogos) e Henrique Feist (canções) em Portugal.[15]
- Santino Fontana como Hans.[14] Olavo Cavalheiro no Brasil. Paulo Vintém (diálogos) e Diogo Pinto (canções) em Portugal.[11]
- Alan Tudyk como o Duque de Weselton.[14] Pietro Mário no Brasil e Carlos Vieira de Almeida em Portugal.[11]
- Chris Williams como Oaken.[13] Mauro Ramos no Brasil e Carlos Freixo em Portugal.[11]
- Maia Wilson como Bulda.[13] Gottsha no Brasil, Luísa Salgueiro (diálogos) e Ana Vieira (canções) em Portugal.[11]
- Stephen J. Anderson como Kai. Ronaldo Júlio no Brasil e Peter Michael em Portugal.
- Edie McClurg como Gerda. Geisa Vidal no Brasil e Cucha Carvalheiro em Portugal.
- Maurice LaMarche como Rei Agarr de Arendelle.[13] Eduardo Borgerth no Brasil e José Neves em Portugal.[11]
- Jennifer Lee como a Rainha Iduna de Arendelle.[13] Márcia Martins no Brasil e Joana Castro em Portugal.[11]
- Robert Pine como Bispo. Carlos Gesteira no Brasil e Carlos Freixo em Portugal.

## Produção

### Origens

Arte conceitual em animação tradicional, para The Snow Queen.

Perto do fim de 1937, antes de estrear o filme Branca de Neve e os Sete Anões — primeiro longa-metragem animado de todos os tempos — os estúdios Disney considerou pela primeira vez a concepção de um filme biográfico animado live-action baseado em Hans Christian Andersen, autor e poeta dinamarquês. Em março de 1940, Walt Disney sugeriu uma coprodução com o produtor cinematográfico Samuel Goldwyn, cuja sugestão incluiu a filmagem das sequências em live-action no estúdio de Goldwyn e a animação dos contos de fadas nos estúdios da Disney. As sequências de animação seriam baseadas em alguns dos trabalhos mais conhecidos e aclamados do escritor, como A Pequena Sereia, A Pequena Vendedora de Fósforos, O Soldadinho de Chumbo, A Rainha da Neve, Thumbelina, O Patinho Feio, Os Sapatinhos Vermelhos e a A Roupa Nova do Rei. Entretanto, o estúdio passou por certa dificuldade com a animação da A Rainha da Neve, porque não era encontrada uma maneira de adaptar e narrar a personagem-título ao público da época. No início dos anos 40, estava claro que os materiais de referência para o projeto continham boas possibilidades dramáticas, mas a Rainha da Neve mostrou-se bastante problemática de desenvolver. Com a entrada dos Estados Unidos na Segunda Guerra Mundial, a Disney focalizou-se em fazer propaganda da guerra, o que causou a paralisação do desenvolvimento da parceria Disney-Goldwyn em 1942. Mais tarde, Goldwyn decidiu produzir seu próprio filme intitulado Hans Christian Andersen em 1952, com Danny Kaye interpretando Andersen, Moss Hart ficando a cargo do roteiro e Frank Loesser escrevendo as canções. Em vez dos contos de fadas de Andersen serem narrados de forma teatral, eles foram cantados e dançados em balé, assim como o resto do filme. No ano seguinte, a produção foi indicada a seis Oscars. Com o sucesso do filme de Goldwyn, Walt Disney decidiu arquivar os planos de narrar A Rainha da Neve nos cinemas, juntamente com outros contos de Andersen — incluindo A Pequena Sereia.

### Tentativas posteriores

Arte conceitual de Claire Keane, quando Frozen era Anna and The Snow Queen, uma adaptação fiel do conto de Andersen. Elsa seria uma exagerada "show girl", de acordo com Keane, inspirada em Bette Midler com jeitos de Amy Winehouse.

No final de 1990, a Walt Disney Feature Animation começou a desenvolver uma nova adaptação de A Rainha da Neve após o enorme sucesso de seus filmes recentes durante o Renascimento da Disney, mas o projeto foi abandonado completamente no final de 2002, quando Glen Keane supostamente deixou o desenvolvimento e passou a trabalhar em outro que iria tornar-se Tangled (2010). Mesmo antes disso, Harvey Fierstein apresentou a sua versão da história para os executivos da Disney mas foi recusado. Paul e Gaëtan Brizzi, Dick Zondag e Dave Goetz, teriam todos tentado desenvolver o roteiro, mas não conseguiram. Após uma série de tentativas frustradas entre 2000 e 2002, a Disney engavetou o projeto novamente. Durante uma dessas tentativas, Michael Eisner, então presidente da The Walt Disney Company, ofereceu seu apoio ao projeto e sugeriu fazê-lo com o diretor vencedor do Oscar, John Lasseter, após a renovação do contrato com a Pixar Animation Studios, porém, o esperado contrato da Pixar com a Disney não ocorreu, porque as negociações sofreram uma ruptura em janeiro de 2004 e o contrato não foi renovado. Em vez disso, o sucessor de Eisner, Bob Iger, negociou a compra da Pixar para a Disney em janeiro de 2006 por 7,4 bilhões de dólares, e Lasseter foi promovido a diretor de criação da Pixar e da Disney Animation.
A próxima tentativa começou em 2008, quando Lasseter conseguiu convencer Chris Buck (que tinha codirigido Tarzan para o estúdio) a voltar para Disney Animation; em setembro daquele ano, Buck apresentou várias ideias para Lasseter, uma das quais era A Rainha da Neve. Buck mais tarde revelou que sua inspiração inicial para A Rainha da Neve não foi o próprio conto de fadas de Andersen, mas que ele queria "fazer algo diferente na definição de amor verdadeiro". "Disney já tinha feito o 'beijada por um príncipe', então eu pensei que era hora de algo novo", lembrou. Lasseter tinha sido interessado em A Rainha da Neve por um longo tempo; quando estava trabalhando com a Disney em Toy Story na década de 1990, ele viu e ficou "surpreendido" com uma arte de pré-produção para as tentativas anteriores da Disney de adaptar o conto. O desenvolvimento começou com o título de Anna and The Snow Queen, que foi planejado para ser tradicionalmente animado. As canções seriam escritas pelo veterano Alan Menken com letras de Glenn Slater, mesma dupla de Tangled. O demo de uma canção escrita por eles nesta fase, "Love Can't Be Denied", foi divulgada pelo ator Brian d'Arcy James, que ia participar do filme. De acordo com Josh Gad, ele se tornou o primeiro envolvido com o filme nesta fase inicial, quando a trama ainda era relativamente perto do conto original de Andersen e Megan Mullally ia interpretar Elsa. No início de 2010, o projeto entrou no "inferno" do desenvolvimento mais uma vez, quando o estúdio não conseguiu encontrar uma maneira de fazer a história e o caráter da Rainha da Neve.

### Revitalização
A versão original de Hans Christian Andersen, A Rainha da Neve, é um conto muito sombrio e não se traduz facilmente em um filme. Para nós, a descoberta veio quando tentamos dar qualidades realmente humanas para a Rainha da Neve. Quando decidimos fazer a Rainha Elsa e Anna, irmãs, conseguimos fazer os personagens transmitirem o que cada uma estava passando, sentindo, e que se relaciona com o público de hoje. Este filme tem personagens com relações complexas e complicadas. Há momentos em que Elsa faz coisas de vilã, mas porque você entende o motivo a partir do desejo de defender-se, você sempre pode se relacionar com ela. 'Inspirado' significa exatamente isso. Há neve, há gelo e há uma Rainha, mas nós desviamos um pouco do conto. Nós trabalhos para trazer escopo e a grandeza que você pode esperar para um filme da Disney, mas fazê-lo de uma forma que possamos entender os personagens e se relacionar com eles.

Peter Del Vecho, produtor de Frozen fala sobre a adaptação de A Rainha da Neve
Em 22 de dezembro de 2011, após o sucesso de Tangled, a Disney anunciou um novo título para o filme, Frozen, e uma data de lançamento para 27 de novembro de 2013. Um mês depois foi confirmado que o filme seria uma animação em CGI, em vez de animação desenhada à mão. Kristen Anderson-Lopez e Robert Lopez se juntaram ao projeto e começaram a escrever as canções em janeiro de 2012.
Em 5 de março de 2012, foi anunciado que Buck estaria dirigindo, com Lasseter e Peter Del Vecho produzindo. Após a Disney decidir colocar A Rainha da Neve em desenvolvimento mais uma vez, um dos principais desafios enfrentados por Buck e Del Vecho foi a personagem da Rainha da Neve, que até então era uma vilã em seus rascunhos. O estúdio tem uma tradição de fazer uma assembleia sobre os filmes animados em desenvolvimento a cada 12 semanas, e em seguida, os diretores e roteiristas dos projetos fornecem amplas "notas" sobre o trabalho um do outro.
Buck e Del Vecho apresentaram seus storyboards para Lasseter, e toda a equipe de produção tinha sido interrompida para uma conferência em que seria ouvido as opiniões de Lasseter sobre o projeto. O diretor de arte, Michael Giaimo, reconheceu mais tarde o discurso de Lasseter como a "virada de jogo" do filme: "Eu me lembro de John dizendo que a versão mais recente da história da Rainha da Neve que Chris Buck e sua equipe estavam fazendo era divertida, muito alegre, mas os personagens não ressoam. Eles não são multifacetados, e é por isso que John sentiu que o público não seria capaz de conectar-se com eles".
Então a equipe de produção se dirigiu aos problemas do filme, elaborando diversas versões do roteiro da Rainha da Neve até que os personagens e a história fossem relevantes. Nesta fase, o primeiro grande avanço foi a decisão de reescrever a protagonista do filme Anna (que foi baseada na personagem Gerda do conto), como a irmã mais nova de Elsa, assim, efetivamente estabelecendo uma dinâmica familiar entre as personagens. Isto foi incomum, raramente as relações entre irmãs são utilizadas como um elemento importante na trama das animações americanas, com exceção notável de Lilo & Stitch da Disney. Para explorar plenamente as dinâmicas únicas deste tipo de relação, a Disney Animation convocou uma "Cúpula das irmãs", em que as mulheres do estúdio que cresceram com suas irmãs, foram convidadas para discutir suas relações.

### Escrita do roteiro

Cena de "Let It Go", famosa sequência musical do filme. A canção de Kristen e Robert Lopez foi responsável pela mudança na personalidade de Elsa, que de vilã tornou-se mocinha, forçando uma completa reescrita no roteiro.

Em março de 2012, Jennifer Lee, roteirista de Wreck-It Ralph, foi contratada para escrever o filme. Lee explicou mais tarde que, quando Wreck-it Ralph estava finalizado, ela estava dando notas sobre o projeto e "nós realmente meio que nos conectamos com as ideias sobre o filme".
De acordo com Lee, vários conceitos fundamentais já estavam na história desde os primeiros trabalhos de Buck e Del Vecho, como o conceito de "coração congelado" do filme: "Foi um conceito e a frase … um ato de amor verdadeiro vai descongelar um coração congelado ". Eles já sabiam o final com o amor verdadeiro envolvido, no sentido do vínculo emocional entre irmãs e não romance, em que "Anna ia salvar Elsa. Nós ainda não sabíamos como ou por quê." Lee contou que Edwin Catmull, presidente da Disney Animation, disse a ela logo no início sobre o fim do filme: "Em primeiro lugar, não importa o que você tem que fazer com a história, faça, mas você tem que ganhar o final, se o fizer, vai ser ótimo. Se não, ele vai fracassar".
Antes de Lee entrar para equipe, outro roteirista tinha feito um trabalho inicial e os Lopez tentaram escrever canções para este roteiro, mas nenhuma funcionou e todas foram cortadas. Em seguida, "todo o roteiro implodiu", o que deu aos compositores a oportunidade "para colocar um monte de [seu] DNA" no novo roteiro que Lee estava escrevendo. A equipe de produção "essencialmente começou tudo de novo com o prazo de 17 meses", o que resultou em uma "agenda intensa" e implicava "em um monte de escolhas que tiveram que ser feitas rapidamente".
A versão anterior da história é bastante diferente da versão final. No roteiro original que os compositores viram pela primeira vez, Elsa era má desde o início; ela sequestrou Anna de seu próprio casamento para congelar intencionalmente seu coração, e depois desceu em direção à cidade com um exército de bonecos de neve, com o objetivo de recapturar Anna para congelar seu coração adequadamente. No momento em que Lee entrou, foi incluído no primeiro ato que Elsa deliberadamente golpeia Anna no coração com seus poderes de gelo; em seguida, "todo o segundo ato foi sobre Anna tentando chegar a Hans e beijá-lo e, em seguida, Elsa tentando impedi-la". Buck revelou que o enredo original tentou fazer Anna simpática, focando em sua frustração por ser vista como a "reserva" em relação à "herdeira", Elsa. O enredo original também tinha ritmo diferente, em que era "muito mais uma aventura e ação" do que um musical ou comédia.
Um grande avanço foi a composição da música "Let It Go", dos compositores Robert e Kristen Anderson-Lopez, que obrigou a equipe de produção a reconceituar e reescrever Elsa como uma personagem muito mais complexa, vulnerável e simpática. Nas palavras do The Daily Telegraph, em vez da vilã imaginada pelos produtores, os compositores viram Elsa como "uma garota com medo, lutando para controlar e equilibrar o seu dom". Lee lembrou: "Bobby e Kristen disseram que eles estavam andando no Prospect Park e eles começaram a falar sobre o que seria a sensação de ser Elsa, esqueça a "vilã" apenas o que seria a sensação, e eles criaram este conceito de Elsa querer ser ela mesma, o seu "eu" verdadeiro que ela manteve guardada por muito tempo, e ela está feliz porque é sozinha e livre, mas, em seguida, bate a tristeza pelo fato de estar sozinha, não é uma coisa perfeita, mas é poderoso." Del Vecho explicou que "Let It Go" mudou o caráter de Elsa "para controlada pelo medo, enquanto Anna era controlada pelo seu amor pelas pessoas e sua família", e por sua vez fez Lee "reescrever o primeiro ato e, em seguida, todo o filme. Foi assim que realmente encontramos o filme e o que esses personagens eram".
Outro grande avanço foi o desenvolvimento da reviravolta na história, em que o príncipe Hans seria revelado como o verdadeiro vilão apenas no fim. Hans não estava nos primeiros rascunhos, e depois de inserido ele não era um vilão, e quando se tornou um, foi decidido que seria mal desde o início da trama. Del Vecho disse: "Nós percebemos que o mais importante era fazer o final surpreendente, você tinha que acreditar em um ponto que Hans era a resposta … quando não é a resposta, é Kristoff .... Se você pode levar o público a mudar de ideia sem eles perceberem isso, você então pode surpreendê-los, mudá-los para outro lado". Lee reconheceu que Hans estava escrito como "sociopata" e "imitador" em toda a versão final. Por exemplo, Hans espelha-se no comportamento dos outros personagens: "Ele espelha Anna e é pateta com ela … O Duque de Weselton é um idiota, e Hans é um idiota com ele, e com Elsa ele é um herói." Foi difícil estabelecer as bases para a volta tardia de Anna para Kristoff sem também fazer a traição de Hans muito previsível, em que o público teve de "sentir … sentir algo, mas sem entender … porque no minuto em que se entende, estraga a surpresa".

O casal de compositores, Kristen Anderson-Lopez e Robert Lopez, que escreveram as canções do filme.

Lee teve que trabalhar com a questão de como escrever a personalidade de Anna, já que alguns de seus colegas sentiram que Anna devia ser mais disfuncional e codependente, como Vanellope em Wreck-it Ralph. Lee discordou desta posição, mas ela levou quase um ano para descobrir como articular de forma convincente a personalidade de Anna. No fim, Lee decidiu que a jornada de Anna deve ser apresentada como uma simples história de amadurecimento, "onde ela vai de ter uma visão ingênua da vida e do amor, porque ela estava sozinha, e cresce ao longo do filme com uma visão mais sofisticada e madura do amor, onde ela é capaz do amor supremo, que é o sacrifício". Lee também teve que deixar de lado algumas ideias que ela gostava, como uma cena que retrata o relacionamento de Anna e Elsa adolescentes, porque eles precisavam manter a separação entre elas constante.
Para construir o relacionamento de Anna e Elsa, Lee encontrou inspiração em seu próprio relacionamento com sua irmã mais velha. Ela disse que sua irmã era "uma grande inspiração para Elsa", a chamava de "minha Elsa", em um editorial no jornal Los Angeles Times, e andou no tapete vermelho com sua irmã no Oscar 2014. Lee explicou, "ter que … perder uns aos outras e, em seguida, redescobrir-se como adultas, foi uma grande experiência da minha vida".
A equipe de produção também transformou Olaf do rabugento e detestável companheiro de Elsa, em cômico e inocente companheiro Anna. A resposta inicial da Lee para a versão original de Olaf tinha sido, "um boneco de neve depressivo", e ela encontrou Olaf, de longe, "o personagem mais difícil de lidar".
O problema de como exatamente Anna iria salvar Elsa no clímax do filme foi resolvido por John Ripa, artista de storyboard. A resposta foi o silêncio quando Ripa apresentou sua opinião sobre o clímax na reunião de história, até que Lasseter disse: "Eu nunca vi nada como isto antes", que foi seguido por uma ovação de pé.
Ao longo da produção, foi incluído muito mais detalhes no primeiro ato do que na versão final: um troll com sotaque do Brooklyn, que iria explicar a história de fundo por trás dos poderes mágicos de Elsa, e um regente que Lee esperava ser interpretado pelo comediante Louis C.K. Depois que estes detalhes foram cuidadosamente analisados eles foram retirados, porque equivalia a uma "história muito mais complexa do que realmente poderia caber neste filme de 90 minutos", Del Vecho colocou e, "quanto mais tentamos explicar as coisas no início, mais complicadas se tornaram".

Frozen é um filme um pouco feminista da Disney. Estou muito orgulhosa de que ele tem tudo, mas eu acho que o filme é essencialmente sobre irmandade, que essas duas mulheres são competitivas umas com as outras, mas mesmo assim estão tentando proteger uma a outra… irmãs são complicadas, e é um ótimo relacionamento, e este tipo de filme é muito importante, especialmente para crianças e jovens.

Idina Menzel, sua opinião sobre Frozen
Após a ampla participação de Lee no processo de desenvolvimento de Frozen, e seu trabalho próximo com o diretor Buck e os compositores Lopez e Anderson-Lopez, os chefes do estúdio, Lasseter e Catmull, promoveram Jennifer Lee a codiretora do filme ao lado de Buck, em agosto de 2012, sua promoção foi anunciada oficialmente em 29 de novembro de 2012. Lee tornou-se a primeira mulher a dirigir uma animação em longa-metragem para a Walt Disney Animation Studios. Ela trabalhou principalmente na história enquanto Buck focou na animação. Lee disse mais tarde que ela estava "muito emocionada com muito do que Chris tinha feito" e que eles tinham "uma visão compartilhada" da história, tendo "sensibilidades muito semelhantes".
Em novembro de 2012, a equipe de produção pensou que tinha finalmente "desvendado" o enigma de como fazer a animação da história do filme, mas de acordo com Del Vecho, no final de fevereiro de 2013, percebeu-se que o filme ainda "não estava completamente pronto", o que exigiu ainda mais regravações de cenas e músicas entre fevereiro a junho de 2013. Ele explicou, "nós reescrevemos as músicas, eu tirei personagens e mudamos tudo, e de repente o filme estagnou, foi por pouco. Em retrospectiva, parece fácil, mas durante o processo foi uma grande luta". Olhando para trás, Anderson-Lopez brincou que ela e Lopez pensaram na época que, "eles iriam ser palhaços em festas de aniversários se a versão final acabar com nossas carreiras"; e lembrou que "nós realmente escrevermos até o último minuto". Em junho (cinco meses antes da data de lançamento), os compositores finalmente terminaram seu trabalho no filme quando escreveram "For the First Time in Forever", que, nas palavras de Lopez, "tornou-se o pivô de todo o filme".
Naquele mês, a Disney realizou sessões de teste do filme concluído, a metade com dois públicos (um composto de famílias e outro formado por adultos), em Phoenix, Arizona, em que Lasseter e Catmull estavam presentes. Lee lembrou que foi o momento em que eles perceberam que "tinha alguma coisa de especial, porque a reação foi enorme." Catmull, que no início havia instruído Lee para "fazer o filme com sucesso", disse a ela depois, "você conseguiu".

### Seleção de elenco

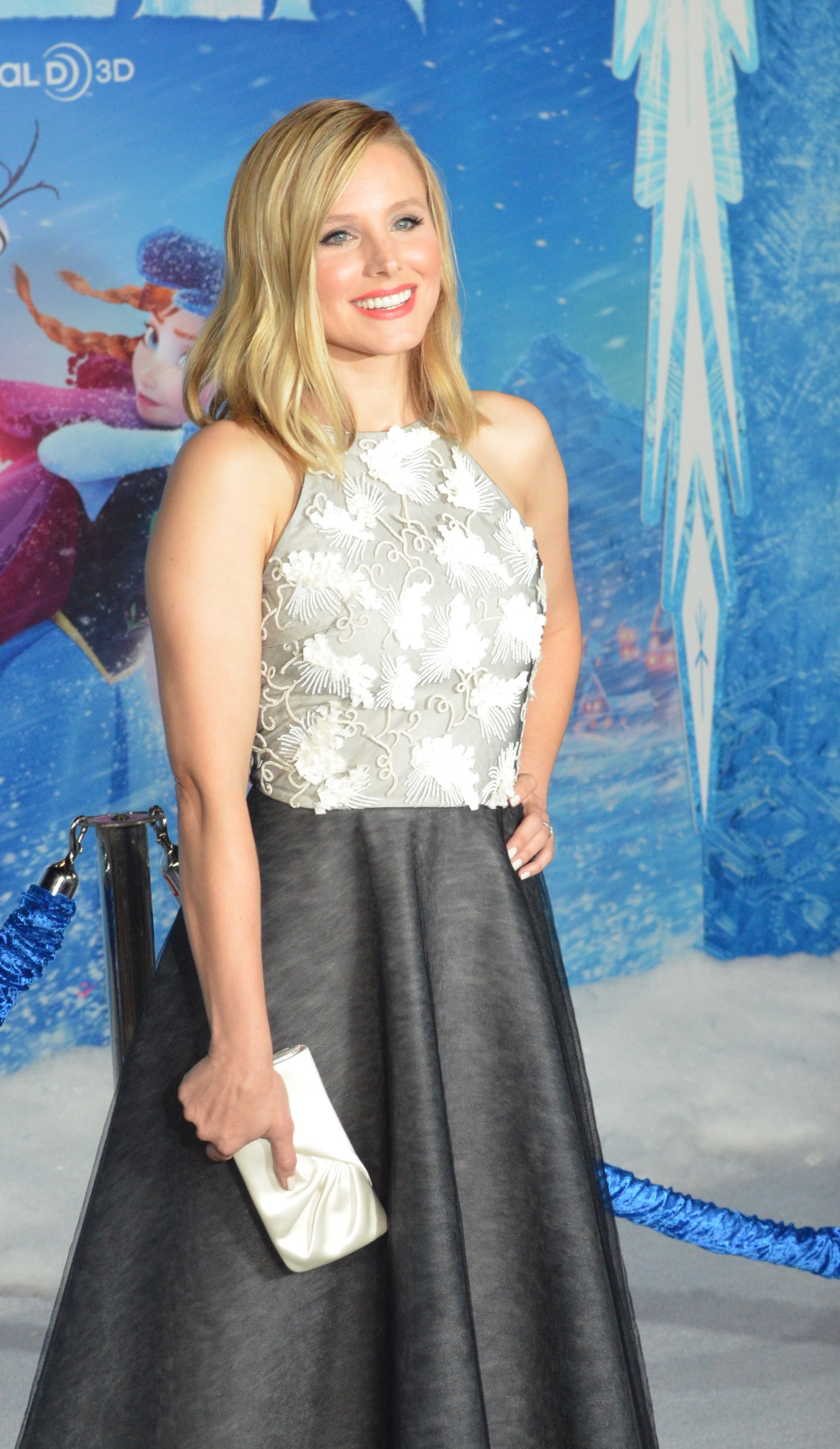
Kristen Bell na estreia de Frozen, no El Capitan Theatre.

A atriz Kristen Bell foi escalada como a voz de Anna em 5 de março de 2012. Lee admitiu que a escolha de Bell para o elenco, foi influenciada após os cineastas ouvirem uma série de faixas vocais que Bell havia gravado quando era menina, onde a atriz executou várias músicas de A Pequena Sereia, incluindo "Part of Your World". Bell gravou os diálogos enquanto estava grávida, e, posteriormente regravou algumas das linhas após a gravidez, porque sua voz tinha sido aprofundada. Bell foi chamada para regravar diálogos do filme "provavelmente 20 vezes", o que é normal para papéis principais em filmes de animação da Disney, cujos roteiros ainda estão em evolução. Quanto a sua abordagem para o papel de Anna, Bell estava entusiasmada por que ela havia "sonhado em estar em um filme de animação da Disney desde que tinha quatro anos de idade", e disse: "Eu sempre gostei das animações da Disney, mas havia algo sobre as princesas que era inatingível para mim. Sua postura era perfeita e elas foram muito bem comportadas, e eu sinto que com - Anna - esta garota eu pude ser uma princesa muito mais compreensível, mais estranha, excêntrica e desajeitada. Estou muito orgulhosa disso".
Idina Menzel, uma veterana da Broadway, foi escalada como Elsa. Menzel tinha anteriormente feito teste para Tangled, mas não conseguiu o papel. No entanto, o diretor do elenco de Tangled, Jamie Sparer Roberts, preservou a gravação da performance de Menzel em seu iPhone, e com base nisso, pediu-lhe para fazer um teste junto com Bell para Frozen. Antes de serem oficialmente lançadas, Menzel e Bell impressionaram profundamente os diretores e produtores em uma leitura antecipada do roteiro; elas leram o roteiro inteiro em voz alta, e cantaram "Wind Beneath My Wings" juntas, como um dueto, uma vez que nenhuma música havia sido composta ainda. Bell havia sugerido esta canção quando visitou Menzel em sua casa na Califórnia para se prepararem juntas para a leitura. Os compositores também estavam presentes na mesa de leitura; Anderson-Lopez disse que "Lasseter estava no céu" ao ouvir Menzel e Bell cantarem em harmonia, e daquele momento em diante, ele insistiu, "Kristen Bell e Idina Menzel tem que estar no filme!". Lee disse, "elas cantaram como irmãs e não havia um olho seco na mesa depois que elas cantaram". Entre dezembro de 2012 e junho de 2013, foi anunciado o elenco para os papéis adicionais, incluindo Jonathan Groff como Kristoff, Alan Tudyk como o Duque de Weselton, Santino Fontana como o príncipe Hans e Josh Gad como Olaf.

### Animação
Semelhante a Tangled, Frozen empregou um estilo artístico único, misturando características de ambas imagens geradas por computador (CGI) e animação tradicional feita à mão. Desde o início, Buck sabia que Michael Giaimo era o melhor candidato para desenvolver o estilo que ele tinha em mente; Buck queria misturar o estilo dos clássicos da Disney da década de 1950 com o design moderno, e Buck convenceu Giamo a voltar para Disney e trabalhar como diretor de arte em Frozen. Buck, Lasseter e Giaimo eram todos velhos amigos que se conheceram na CalArts (Universidade da Disney), e Giaimo havia servido como o diretor de arte para Disney em Pocahontas (1995), que Buck havia trabalhado como supervisor de animação.
Para criar o visual de Frozen, Giaimo leu muito sobre toda a região da Escandinávia e visitou a cidade temática dinamarquesa de Solvang, perto de Los Angeles, mas, posteriormente, focou-se na Noruega em particular porque "80 por cento" dos visuais que o atraíam eram provenientes da Noruega. Assim, a Disney patrocinou três viagens de pesquisa para Noruega. Os animadores e especialistas em efeitos especiais foram enviados a Jackson Hole, Wyoming para experimentar o andar, correr, e cair na neve profunda em uma variedade de vestuários, incluindo saias longas (tanto homens e mulheres da equipe vestiram-se com saias); enquanto a equipe de iluminação visitou um hotel de gelo em Quebec City, Quebec, para estudar como a luz é refletida e refratada em neve e gelo. Por último, Giaimo e vários artistas viajaram para a Noruega e se inspiraram nas montanhas, fiordes, arquitetura e cultura. "Nós tínhamos uma programação de tempo muito curto para este filme, por isto o nosso foco principal era em obter o melhor para a história, mas sabíamos que John Lasseter estava interessado em material de verdade e criar um mundo crível e, novamente, isto não significa um mundo realista - mas um crível. Foi importante ver o escopo e a grandeza da Noruega, e importante para os nossos animadores saber como é", disse Del Vecho. "Há um sentimento real de escopo e escala na classe de Lawrence da Arábia", completou.
Durante 2012, enquanto Giaimo, os animadores e artistas realizavam uma pesquisa preparatória e desenvolviam a aparência geral do filme, a equipe de produção ainda estava lutando para desenvolver um roteiro convincente, como explicado acima. Este problema não foi resolvido adequadamente até novembro de 2012, e o roteiro mais tarde iria exigir uma revisão ainda mais significativa após este ponto. Como resultado, o desafio "mais difícil" para a equipe de animação foi um curto cronograma de menos de 12 meses para transformar o ainda em evolução roteiro de Lee em um filme real. Outros filmes como Toy Story 2 da Pixar, tinha sido concluído com êxito em horários mais curtos, mas um cronograma curto necessariamente significava "madrugadas, horas extras, e estresse." Lee estimou o tamanho total de toda a equipe de Frozen em cerca de 600 a 650 pessoas, incluindo 70 pessoas na iluminação, 70 animadores extras, e 20 artistas de storyboard.
Del Vecho explicou como a equipe de animação do filme foi organizada: "Para este filme temos animadores líderes, supervisionando a animação de personagens específicos. Os animadores podem trabalhar em vários personagens, mas é sempre sob uma liderança, o que foi diferente de Tangled, por exemplo, mas optamos por fazê-lo desta maneira porque queríamos uma pessoa para compreender e desenvolver a sua própria personalidade no personagem e, em seguida, ser capaz de transmitir isto para a equipe. Hyrum Osmond, o animador de Olaf, é tranquilo, mas também engraçado, meio maluco, por isso eu sabia que ele ia trazer bastante comédia para Olaf; A animadora de Anna, Becky Bresee, é a primeira vez que ela supervisiona um personagem, e eu queria que Bresee levasse sua jovialidade a Anna". O professor de atuação, Warner Loughlin, foi trazido ao estúdio para ajudar os animadores entenderem os personagens que estavam criando. A fim de obter a sensação geral de cada cena, alguns animadores fizeram a sua própria atuação. "Eu realmente me filmei atuando, o que foi muito útil", disse Rebecca "Becky" Wilson Bresee, supervisora de animação. Isto a ajudou descobrir elementos que fizeram a cena parecer real e crível. O supervisor de animação de Elsa foi Wayne Unten, que pediu o cargo por ele ser fascinado pela complexidade da personagem. Unten cuidadosamente desenvolveu as expressões faciais de Elsa a fim de trazer para fora o seu medo em contraste com o destemor de Anna. Ele também estudou vídeos das sessões de gravação de Menzel e animou a respiração de Elsa para coincidir com a respiração de Menzel.
Em relação à aparência e natureza da cinematografia do filme, Giaimo foi muito influenciado pela obra de Jack Cardiff em Black Narcissus. De acordo com ele, a obra emprestou sua hiper-realidade ao filme: "Porque este é um filme com tal escala e temos os fiordes noruegueses para desenhar, e eu realmente queria explorar a profundidade em uma perspectiva de design. Os aspectos horizontais e verticais que os fiordes fornecem foi perfeito. Nós criamos o entorno do filme das irmãs em grande escala". Outra grande influência para Giaimo foi o trabalho de Ted D. McCord em The Sound of Music. Também foi ideia do Giaimo que Frozen fosse filmado em CinemaScope, o que Lasseter aprovou. Giaimo também queria garantir que os fiordes da Noruega, a arquitetura e a arte popular fossem fatores essenciais para projetar o ambiente de Arendelle. Giaimo, cuja formação é em animação tradicional, disse que o ambiente do design de arte representa uma unidade em que ele originalmente queria incorporar cores saturadas, que normalmente são mal aconselhadas em animação por computador. Para maior autenticidade, foram trazidas renas ao estúdio e os animadores estudaram seus movimentos e trejeitos para Sven.
A abordagem de fantasia nos figurinos foi outra questão importante que Giaimo insistiu, em que ele "sabia desde o início que seria um filme de fantasia". Para concretizar esta visão, ele trouxe o design de personagens, Jean Gillmore, para atuar como um dedicado "figurinista". Apesar da animação tradicional simplesmente integrar o traje com design dos personagens e tratar as roupas como parte dos personagens, a animação gerada por computador respeita o traje quase como uma entidade separada, com suas próprias propriedades e comportamentos. Frozen exigiu um nível de detalhe ainda inexperiente, com as minúcias dos tecidos, botões, ornamento e costura. Gillmore explicou que sua "abordagem geral foi de fundir as silhuetas históricas da Europa Ocidental de 1840, com as formas, relações de vestuário e detalhes do traje popular da Noruega, por volta do início do século XIX". Isto significava principalmente usar tecido de lã com toques de veludo, linho e seda. Durante a produção, Giaimo e Gillmore buscaram vários departamentos para fornecer amostras reais como referência; eles recorreram as amostras de tecidos presentes no estúdio, bem como os recursos da divisão de traje do Disney Parks em Fullerton, Califórnia. Giaimo e Gillmore criaram uma simulação da aparência das superfícies pintadas digitalmente, enquanto outros departamentos cuidaram do movimento, peso, espessura e iluminação da animação têxtil.
Durante a produção, o título do filme foi mudado de The Snow Queen (A Rainha da Neve) para Frozen, uma decisão que atraiu comparações com outro filme da Disney, Tangled. Peter Del Vecho explicou que "o título Frozen surgiu independentemente do título Tangled. É porque, para nós, representa o filme. Frozen no nível de gelo e neve, mas também em relação ao coração congelado que tem que ser descongelado. Nós não pensamos em comparações com Tangled". Ele também mencionou que o filme ainda vai manter seu título original, The Snow Queen, em outros países: "Porque isso só ressoou forte como Frozen em alguns países. Talvez haja uma riqueza para The Snow Queen em outros lugares e nós apenas queremos enfatizar isso."

### Inspiração lapônica e escandinava
Como dito acima, a Escandinávia e especificamente a Noruega, serviu de base para Frozen. Vários locais da Noruega aparecem no filme, incluindo a Fortaleza de Akershus em Oslo, a Catedral de Nidaros em Trontêmio, e Bryggen em Bergen. Numerosos outros elementos escandinavos estão incluídos no filme, tais como Igreja de madeira, tróis, seis navios viquingues, fonte termal, cavalos fiordes, roupas, e alimentos, tais como lutefisk. Uma festa do mastro também está presente, bem como a breve aparição de runas em um livro que o pai de Anna e Elsa abre para descobrir onde os trolls vivem. A cena em que dois homens discutem se a casca da pilha de lenha deve ficar para cima ou para baixo, é uma referência ao debate norueguês perene sobre a forma adequada da pilha de lenha. O filme também contém vários elementos especificamente desenhados a partir da cultura lapônica, tais como o uso de renas para o transporte e o equipamento usado para controlar estas, o estilo das roupas (dos cortadores de gelo), e partes da partitura musical. Decorações, tais como aquelas na frente do trenó do Kristoff, também são inspirados em decorações lapãs. Durante seu trabalho de campo na Noruega, a equipe da Disney, por inspiração, visitou Rørosrein, uma empresa lapônica de propriedade familiar na aldeia de Plassje, que produz carne de rena e organiza eventos turísticos. Arendelle foi inspirado no Fiorde de Nærøy e Fiorde de Sogn, o maior da Noruega, que foi listado como Património Mundial da UNESCO; enquanto um castelo em Oslo com pinturas em todas as quatro paredes, serviu de inspiração para o interior do castelo real do reino.

### Efeitos visuais

Teste de animação mostrando os efeitos da neve empregados no filme

O estúdio também desenvolveu várias novas ferramentas para criar cenas realistas e credíveis, particularmente a neve pesada e profunda e suas interações com os personagens. A Disney queria uma ferramenta "abrangente" e orgânica para proporcionar efeitos da neve, mas que não exigisse métodos diferentes. Como mencionado acima, vários animadores e artistas de efeitos especiais viajaram para Wyoming, e experimentaram o andar através da neve profunda. Dr. Kenneth Libbrecht, professor do Instituto de Tecnologia da Califórnia, foi convidado para dar palestras ao grupo de efeitos sobre a forma da neve, gelo e flocos de neve. Usando este conhecimento, o grupo de efeitos criou um gerador de flocos de neve que lhes permitiu criar aleatoriamente 2000 formas originais de flocos para o filme.
Outro desafio que o estúdio teve de enfrentar, foi fazer que as cenas de neve profunda interagissem fielmente com os personagens e também tivesse uma qualidade realista. De acordo com o Andrew Selle, principal engenheiro de software, "[Neve] não é realmente um fluido. Não é realmente um sólido. Ela rompe. Ela pode ser comprimida em bolas de neve. Todos estes diferentes efeitos são muito difíceis de capturar simultaneamente." A fim de conseguir isto, os engenheiros de software utilizaram matemática aplicada (o método de equilíbrio de um ponto material) e física, com a ajuda de pesquisadores da Universidade da Califórnia de Los Angeles, para criar um aplicativo de software que simule a neve chamado de Matterhorn. A ferramenta foi capaz de fazer neves realistas em um ambiente virtual e foi utilizado em pelo menos 43 cenas no filme, incluindo várias sequências chaves. O engenheiro de software, Alexey Stomakhin, referiu-se à neve como "um personagem importante no filme", por isto, chamou a atenção dos cineastas. "Quando você esticá-la, a neve vai quebrar em pedaços. Uma vez que a neve não tem qualquer ligação, ela não tem uma malha e pode quebrar muito facilmente. Por isto era uma propriedade importante para aproveitamos", explicou Selle. "Aí você vê [Kristoff] caminhar e ver as suas pegadas quebrando na neve em pequenos pedaços e você ver [Anna] levantando e a neve embalada quebrando em pedaços. É muito orgânico como isto acontece. Você não os vê como peças prontas, você vê a neve como uma coisa e depois se desmantela". A ferramenta também provou ser particularmente útil em cenas envolvendo personagens que andam através da neve profunda, pois assegurou que a neve reagiria naturalmente para cada passo.
Outras ferramentas projetadas para ajudar os artistas de efeitos visuais inclui Space, que permitiu os membros de Olaf ser desconstruídos, movidos e reconstruídos, Flourish, que permitiu movimentos extras, como folhas e galhos para ser direcionados artisticamente; Snow Batcher, que ajudou a visualizar a aparência final da neve, especialmente quando os personagens foram caminhando através dela, e Tonic, o que permitiu artistas para esculpir o cabelo de seus personagens como volumes processuais. Tonic também auxiliou na animação de cabelos no corpo e na cabeça da Elsa, que contém 420 000 fios gerados por computador, enquanto o número médio de um ser humano real é de apenas 100 000. O número de plataformas dos personagens de Frozen é 312, o número de simulações de trajes alcançou 245 plataformas de roupas, o que é muito além dos outros filmes da Disney até à data. Cinquenta artistas de efeitos e de iluminação trabalharam juntos para criar "uma única sequência" em que Elsa constrói seu palácio de gelo. Por causa da complexidade da cena, foi necessário 30 horas para renderizar cada quadro, com 4 000 computadores renderizando um fotograma de cada vez.
Além de efeitos 3D, os cineastas também utilizaram obras de arte 2D. Os desenhos foram utilizados em elementos e sequências específicas do filme, incluindo os poderes de Elsa. O grupo de efeitos criou um "estágio de captura" onde o mundo inteiro de Frozen é exibido em monitores, que podem ser "rodados" em câmeras especiais para operar uma cena tridimensional. "Podemos levar este conjunto virtual que está imitando todas as minhas ações e colocá-lo em qualquer uma das cenas do filme", disse Evan Goldberg, o gerente de tecnologia.

### Trilha sonora
As canções de Frozen tiveram música e letra do casal de compositores, Robert Lopez e Kristen Anderson-Lopez, que já haviam trabalhado na Disney em Winnie the Pooh (também produzido por Del Vecho, que em seguida, os contratou para Frozen) e, antes disso, nos parques da Disney em Procurando Nemo - The Musical (2007). Cerca de 23 minutos do filme são dedicados a seus números musicais. Como o casal vive em Nova York, para uma colaboração estreita com a equipe de produção em Burbank, foram necessárias duas horas de videoconferências transcontinentais quase todos os dias úteis durante cerca de 14 meses. Para cada canção que compuseram, eles gravaram um demo no seu estúdio em casa (com os dois cantando e Lopez acompanhando no piano), depois enviaram para discussão na próxima videoconferência. Lopez e Anderson-Lopez estavam cientes de que seu trabalho seria comparado com os de Alan Menken e Howard Ashman da era do Renascimento da Disney, e sempre que eles sentiam-se perdidos perguntavam-se: "O que Ashman faria?"; no final, eles escreveram 25 canções para o filme, das quais oito aparecem na versão final. Uma canção (For the First Time in Forever) teve um reprise e outra (Let it Go) foi cantada por Demi Lovato durante os créditos finais, num total de dez músicas. Sete das 17 que não estiveram no filme, mais tarde foram liberadas na trilha sonora da edição de luxo.

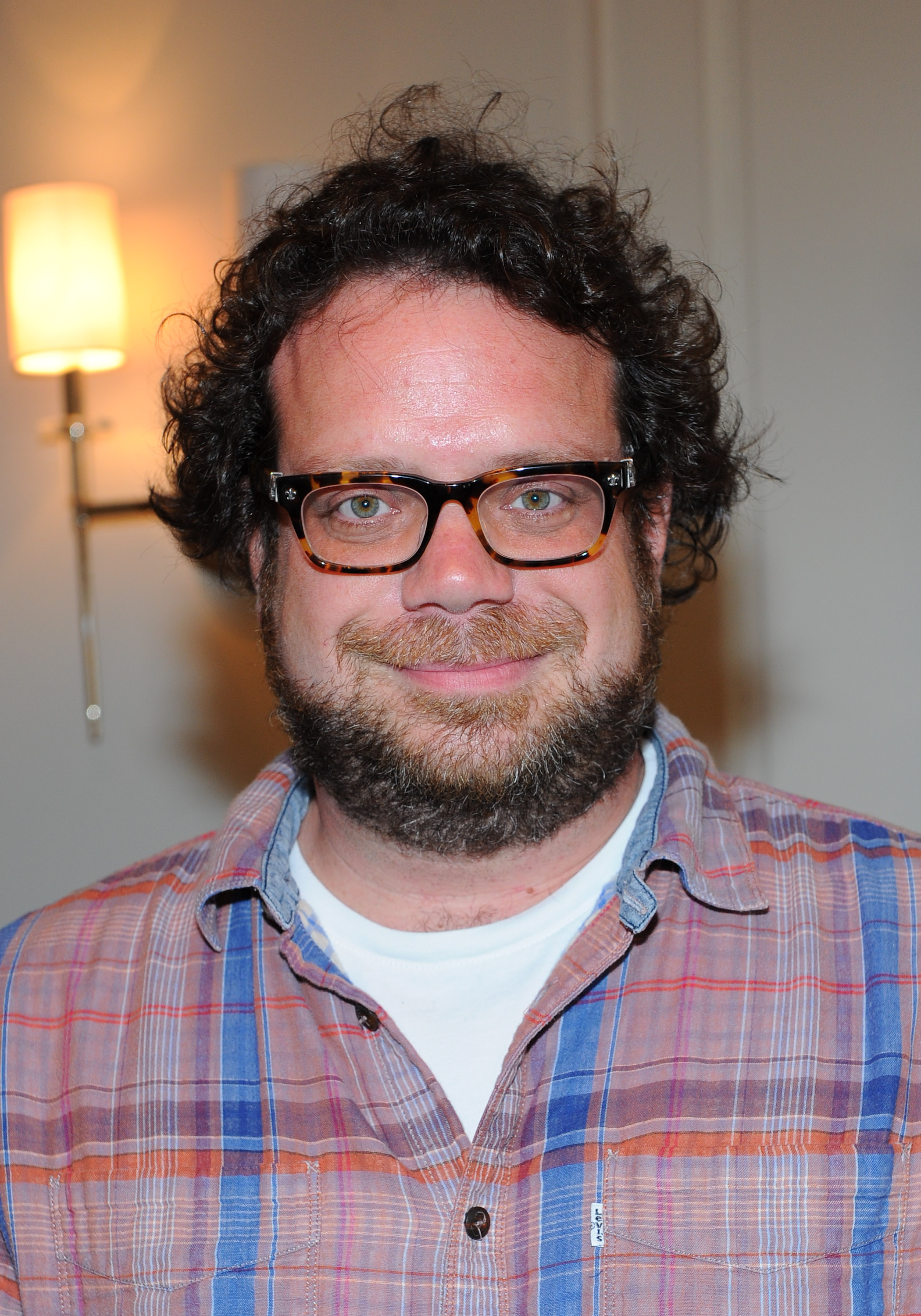
Christophe Beck, compositor da trilha sonora orquestral de Frozen.

Em fevereiro de 2013, Christophe Beck foi contratado para fazer a parte orquestral do filme, após seu trabalho em Paperman, um curta-metragem de animação da Disney lançado no ano anterior à Frozen. Foi revelado em 14 de setembro de 2013, que o músico norueguês, Frode Fjellheim, teria composto Vuelie, a música de abertura do filme, que contém elementos da música tradicional dos lapões. Os produtores da trilha sonora recrutaram um linguista em norueguês, para ajudar com as letras de uma canção em nórdico antigo escrita para a coroação de Elsa, e viajaram para Trondheim, Noruega, para gravar um Cantus apenas de mulheres para uma peça inspirada pela música lapônica tradicional.
Sob a supervisão do engenheiro de som, David Boucher, os membros do elenco principal começaram a gravar as faixas vocais do filme em outubro de 2012, no estúdio Sunset Sound em Hollywood, antes das músicas terem sido orquestradas, o que significa que só ouviram a demonstração no piano de Lopez em seus fones de ouvido quando eles cantaram. A maior parte do diálogo foi gravado no Roy E. Disney Animation Building, em Burbank, sob a supervisão do mixador de diálogos, Gabriel Guy, que também mixou os efeitos sonoros do filme. Alguns diálogos foram gravados após a gravação das músicas, tanto no Sunset Sound Studios e no Capitólio. Para as cenas envolvendo Anna e Elsa, ambos estúdios ofereceram cabines de isolamento vocais, onde Menzel e Bell podiam ler os diálogos uma com a outra, evitando "falhas" entre suas respectivas faixas. O diálogo adicional foi gravado em um lote da Walt Disney Studios, em Burbank (do outro lado da rua do edifício da Disney Animation) e no estúdio em Nova York, porque a equipe de produção teve que contornar as agendas lotadas de membros do elenco como Fontana, que vive em Nova York.
Os Lopez enviaram as partituras e demos das músicas para Dave Metzger fazer o arranjo e orquestração; Metzger também orquestrou uma parcela significativa da música de Beck.
Para a trilha sonora orquestral, Beck homenageou a música norueguesa, empregando instrumentos regionais, como o bukkehorn e técnicas vocais tradicionais como kulning. Beck trabalhou com Lopez e Anderson-Lopez na incorporação das suas canções em arranjos da partitura. O objetivo do trio "foi a de criar uma viagem musical coesa do início ao fim." Da mesma forma, o mixador da trilha de Beck, Casey Stone (que também supervisionou a gravação), trabalhou com Boucher para alinhar suas configurações de microfone, e garantir que as transições entre as canções e orquestra fossem "costuradas", apesar de terem sido gravadas em datas diferentes e separadamente. As orquestrações finais de ambas canções e orquestral foram todas gravadas no Eastwood Scoring Stage da Warner Bros, Burbank, com uma orquestra de 80 peças, 32 vocalistas, incluindo cantores noruegueses. Boucher supervisionou a gravação das canções dos Lopez, entre 22 a 24 de julho de 2013, depois Stones realizou este trabalho na trilha orquestral de Beck entre 3 a 6 de setembro, e nas regravações em 9 e 10 do mesmo mês. Boucher fez a mixagem das músicas no Eastwood, enquanto Stone mixou o orquestral no estúdio pessoal de Beck em Santa Monica, Califórnia.

### Mixagem de som
Quanto ao som de Frozen, a diretora Jennifer Lee afirmou que ele teve um papel enorme em fazer o filme "visceral" e "transportador"; Ela explicou: "[ele] conta a história emocionalmente, o som do gelo quando está em sua forma mais perigosa faz você estremecer". O silêncio completo no clímax do filme logo após Anna congelar foi ideia de Lasseter, que foi o que ele "realmente queria". Nesta cena, até mesmo o som ambiente, que normalmente estaria lá foi retirado, a fim de se fazer sentir incomum. Lee explicou "que foi um momento em que nós queríamos que todos se sentissem suspensos".
Para obter determinados efeitos de som da neve e gelo, o designer de som, Odin Benitez, viajou para Mammoth Mountain, Califórnia, para gravá-las em um lago congelado. No entanto, o trabalho de foley para o filme foi gravado no estúdio da Warner Bros. Os artistas de foley receberam entregas diárias de 50 libras (22,6 kg) de neve e gelo durante o seu trabalho, para ajudá-los a gravar toda neve e gelo necessária para o filme. Como o visual do filme foi finalizado muito tarde, foram registrados cinco versões separadas de cada passo na neve (correspondente a cinco tipos diferentes de neve), então mais tarde foram selecionado durante a mixação para combinar com a neve apresentada na versão final de cada cena. Uma questão que a equipe de produção foi "única" em relação ao som, foi os passos de Elsa no palácio de gelo, o que exigiu oito tentativas, incluindo taças de vinho no gelo e facas de metais no gelo; eles acabaram usando uma mistura de três sons.
Embora os vocais, música, efeitos sonoros, e quase todo o diálogo foram gravados separadamente, a equipe de mixagem fez uma regravação final no formato Dolby Atmos, realizada por Casey E. Fluhr, no Disney Digital Studio Services.

### Dublagem internacional
Assim como outros produtos de mídia da Disney frequentemente regionalizados pelo Disney Character Voices International, Frozen foi traduzido e dublado em 41 idiomas (comparado com apenas 15 para O Rei Leão). Um grande desafio foi encontrar mezzo sopranos capazes de acompanhar o quente tom vocal e o alcance de três oitavas de Menzel em suas linguagens nativas. Rick Dempsey, executivo sênior da unidade, considerou o processo de traduzir o filme como "excepcionalmente desafiador"; ele explicou: "É um difícil malabarismo obter a intenção correta das letras e também ter que igualá-la ritmicamente à música. E então você tem que voltar e a ajustar para a sincronia labial! …[Isso] requer muita paciência e precisão." Lopez explicou que eles foram instruídos pela Disney a remover jogos de palavras complexos e trocadilhos de suas músicas, para assegurar que o filme fosse facilmente traduzível e tivesse letras globalmente atraentes. Para o elenco das versões dubladas, Disney exigiu falantes nativos para "garantir que o filme tivesse um sentimento 'local'." Eles usaram as vozes de Bell e Menzel como seus "diagramas" para o elenco, e tentaram corresponder às vozes "o tanto quanto possível," o que significa que eles ouviram aproximadamente 200 cantoras para preencher as 41 vagas para Elsa. Em quase 15 dublagens, eles escalaram as partes de diálogo e canto de Elsa, dubladoras diferentes, já que nem todas as vocalistas podiam atuar e cantar ao mesmo tempo. Depois de escalar todos os outros papéis para os 41 idiomas, o elenco internacional terminou incluindo mais de 900 pessoas, que deram vozes a seus papéis por aproximadamente 1 300 sessões de gravação.

## Lançamento
Frozen foi lançado nos cinemas dos Estados Unidos em 27 de novembro de 2013, e foi acompanhado pelo novo curta-metragem de Mickey Mouse, Get a Horse!. A estreia do filme foi no El Capitan Theatre em Hollywood, Califórnia, em 19 de novembro de 2013, e teve um lançamento limitado de cinco dias a partir de 22 de novembro, antes de entrar em grande circuito.
Antes do lançamento do filme, as canções dos Lopez, Let It Go e In Summer, foram apresentadas na D23 Expo 2013, com Idina Menzel cantando a primeira. Um teaser trailer foi lançado em 18 de junho de 2013, seguido pelo lançamento do trailer oficial em 26 de setembro de 2013. Frozen também foi promovido fortemente em vários parques temáticos da Disney, incluindo Disneyland, World of Color na Noruega, Epcot da Disney California Adventure e Disneyland Paris. Na Disneyland e Epcot foi oferecido sessões meet-and-greet envolvendo as duas personagens principais do filme, Anna e Elsa. Em 6 de novembro de 2013, a Disney Consumer Products começou a lançar uma linha de brinquedos e outras mercadorias relacionadas ao filme na Disney Store e outras lojas.
Em 31 de janeiro de 2014, uma versão sing-along de Frozen foi lançada em 2 057 cinemas nos Estados Unidos. Ele apresentava letras na tela, e os espectadores foram convidados a cantar junto com as músicas do filme. Depois de seu grande lançamento no Japão em 14 de março de 2014, uma versão sing-along semelhante foi lançada no país em 26 de abril com dublagem japonesa. Uma versão sing-along também foi lançada no Reino Unido em 28 de novembro de 2014.

### Home media
Frozen foi lançado para download digital em 25 de fevereiro de 2014, no Google Play, iTunes e Amazon. Posteriormente, foi lançado pela Walt Disney Studios Home Entertainment em Blu-ray e DVD em 18 de março do mesmo ano. Os bônus para o lançamento em Blu-ray incluem: The Making of Frozen, uma produção musical de três minutos sobre como o filme foi feito, "D'fosco", um olhar sobre como a Disney tentou adaptar o conto de fadas original em um filme de animação, quatro cenas deletadas introduzidas pelos diretores, o curta Get a Horse!, o teaser trailer do filme, e os videos originas de "Let It Go" de Demi Lovato, Martina Stoessel, e Marsha Milan Londoh; enquanto o lançamento do DVD inclui apenas o curta Get it a Horse!, os videos musicais de "Let It Go" e o teaser trailer do filme.
No primeiro dia de lançamento em blu-ray e DVD, Frozen vendeu 3,2 milhões de unidades, tornando-se um dos maiores vendedores de home media na última década, bem como o mais vendido filme infantil da Amazon.com em todos os tempos. O download digital do filme também estabeleceu o recorde como o lançamento digital mais vendido de todos os tempos. Frozen terminou sua primeira semana como número um em unidades de venda nos Estados Unidos, vendendo mais de três vezes que os outros 19 títulos nos gráficos combinados, de acordo com o Nielsen. O filme vendeu 3 969 270 de unidades DVD\blu-ray (o equivalente a 79 266 322 dólares) durante sua primeira semana, que foi responsável por 50 por cento de suas vendas em home media. Ele chegou ao topo das tabelas de vendas americanas de home vídeo, em seis semanas não-consecutivas, até 4 de maio de 2014. No Reino Unido, Frozen estreou como número um nas vendas em blu-ray e DVD no Oficial Video Chart. De acordo com a Official Charts Company, mais de 500 mil cópias do filme foram comercializadas em sua abertura entre 31 de março a 1 de abril de 2014. Nas três primeiras semanas de lançamento no Reino Unido, Frozen vendeu mais de 1,45 milhões de unidades, tornando-se o maior home media em números de vendas em 2014. Frozen vendeu 2 025 000 unidades de discos blu-ray/DVD no Japão em quatro semanas, tornando-se o home vídeo mais vendido, batendo o recorde anterior de A Viagem de Chihiro para onze semanas. Frozen também detém os recordes de maior número de vídeos caseiros vendidos no primeiro dia de vendas, e na primeira semana oficial de vendas no Japão.
Com 18 milhões de cópias vendidas nos Estados Unidos em 2014, foi o home media mais vendido do ano; em janeiro de 2015, tornou-se o blu-ray mais vendido na história dos Estados Unidos.

### Processo de violação da marca
No final de dezembro de 2013, a The Walt Disney Company entrou com um processo por violação de marca registrada em um tribunal federal da Califórnia, buscando uma liminar contra a distribuição contínua do filme canadense The Legend of Sarila produzido pela 10th Ave Productions e CarpeDiem Film & TV, distribuído pela Phase 4 Films, que tinha mudado seu título para Frozen Land; a Disney alegou que menos de três semanas antes do lançamento do Frozen, a Phase 4 lançou The Legend of Sarila, que recebeu "receitas mínimas de bilheteria e nenhuma atenção significativa"; e depois do sucesso da animação da Disney, a Phase 4 tinha "redesenhado a obra de arte, embalagem, logotipo e outros materiais promocionais para o filme, (com intenção de enganar) imitando aqueles usados para [pela Disney] Frozen e mercadorias relacionadas". Embora os títulos de filmes não podem serem registrados por lei, a Disney citou uma série de supostas semelhanças entre o logotipo de Frozen e o filme da Phase 4. No final de janeiro de 2014, as duas empresas tinham resolvido o caso; a justiça afirmou que a distribuição e promoção de The Legend of Sarila e mercadorias relacionadas devem usar seu título original e Phase 4 não deve usar marcas, logos e outros cartazes que tragam confusões ou semelhanças com a animação da Disney. Phase 4 também foi obrigada a pagar 100 000 dólares para Disney antes de 27 de janeiro de 2014, e fazer "todos os esforços possíveis" para remover as cópias do Frozen Land das lojas e distribuidoras on-line antes de 3 de março de 2014.

### Pirataria
De acordo com o Excipio, site que rastreia violações de direitos autorais, Frozen foi o segundo filme mais infringido de 2014 (atrás de O Lobo de Wall Street), com mais de 29,9 milhões de downloads ilegais através de sites torrent.

## Repercussão

### Bilheterias

Da esquerda para direita: Santino Fontana, Idina Menzel, John Lasseter, Kristen Bell e Josh Gad, com o triplo platina da trilha sonora de Frozen. As canções foram consideradas uma das principais razões do sucesso do filme pelos analistas.

Frozen arrecadou 400 738 009 dólares na América do Norte, e uma estimativa de 880 064 273 dólares em outros países, para um total mundial de 1 280 802 202 dólares. É a quinta maior bilheteria, e a animação de maior bilheteria, o filme de maior bilheteria em 2013, a maior bilheteria da Walt Disney Pictures, e o segundo filme de maior bilheteria distribuído pela Disney. O filme arrecadou 110 600 000 dólares mundialmente em sua semana de estreia. Em 2 de março de 2014, no dia 101 do seu lançamento, Frozen superou a marca de um bilhão de dólares, entrando para o seleto grupo de décimo-oitavo filme na história do cinema a alcançar a marca, o sétimo filme distribuído pela Disney, o quinto filme a não ser uma sequência, o segundo filme da Disney em 2013 (depois de Homem de Ferro 3), e o primeiro filme de animação desde Toy Story 3 a alcançar um bilhão.
A revista BusinessWeek informou em março de 2014, que os analistas tinham projetado o custo total do filme em torno de 323 milhões de dólares a 350 milhões na produção, comercialização e distribuição, e também haviam previsto que o filme iria gerar 1,3 bilhões de dólares em receitas de vendas em ingressos nas bilheterias, downloads digitais, discos e direitos para televisão.

#### América do Norte
Frozen se tornou no Fandagos, sistema de compras de ingresso americano, top-seller dos ingressos vendidos de antemão entre os filmes originais animados, à frente do recordista anterior Brave, e se tornou o filme de animação mais vendido na história da empresa no final de janeiro de 2014. A versão sing-along do filme, mais tarde, ficou no topo da lista de best-seller do Fandagos por três dias. Frozen estrou na sexta-feira, 22 de novembro de 2013, exclusivamente no El Capitan Theatre de Hollywood, para um lançamento limitado de cinco dias e ganhou 342 839 dólares antes de sua abertura ampla na quarta-feira de 27 de novembro de 2013. Durante o fim de semana, ganhou 243 390 dólares, marcando a sétima maior abertura de uma pré-estreia. No dia de seu grande lançamento, o filme arrecadou mais de 15 milhões de dólares, incluindo 1,2 milhões na programação noturna de terça, estabelecendo assim um novo recorde, como a maior abertura de Ação de Graças em uma quarta-feira, à frente de Tangled (11,9 milhões de dólares). Foi também a segunda maior estreia de Ação de Graças na quarta-feira entre todos os filmes, atrás apenas de Catching Fire (208 000 000 dólares). O filme terminou em segundo lugar no fim de semana com 67 400 mil dólares, estabelecendo um recorde de abertura nos fins de semana da Walt Disney Animation Studios. Ele também marcou a segunda maior abertura em fim de semana a não estrear em 1.º lugar. O público feminino foi responsável por 57% do público total no primeiro fim de semana, enquanto as famílias representou uma proporção de 81%. Entre os filmes que abriram durante a Ação de Graças, ele estabeleceu novos recordes; de três dias (67,4 milhões de dólares da sexta ao domingo) e de cinco dias (93 600 000 dólares de quarta a domingo). Ele também é a segunda maior abertura geral no dia de Ação de Graças, atrás de Catching Fire.
Durante seu segundo fim de semana de lançamento, Frozen declinou 53% e arrecadou 31,6 milhões de dólares, mas pulou para o primeiro lugar, estabelecendo um recorde para o maior fim de semana pós-Ação de Graças, à frente de Toy Story 2 (27,8 milhões de dólares). Frozen tornou-se o primeiro filme desde Avatar a alcançar o primeiro lugar no sexto fim de semana. Ele permaneceu no top 10 da bilheteria por dezesseis fins de semana consecutivos (o filme com mais tempo em cartaz desde 2002) e se manteve no auge das bilheterias do fim de semana em sua quinta, até a sua décima segunda semana, em comparação com outros filmes lançados. Em 25 de abril de 2014, tornou-se o 11.º filme a lucrar 400 milhões de dólares na América do Norte e o 15.º a fazê-lo sem um grande relançamento.
Na América do Norte, Frozen é o 19.º filme de maior bilheteria, a terceira maior bilheteria dos filmes lançados em 2013, a quarta maior bilheteria de animação, a maior bilheteria de uma animação em 2013, a quinta maior de um filme em 3D, e a segunda maior bilheteria de um filme da Walt Disney Animation Studios. Excluindo relançamentos, tem a maior bilheteria inicial entre as animações que não são sequências (um recorde anteriormente detido por Procurando Nemo) e entre os filmes da Walt Disney Animation Studios (um recorde anteriormente detido por O Rei Leão).

#### Mundial
Frozen é o nono filme de maior bilheteria, o filme de animação de maior bilheteria e a maior bilheteria de 2013. É a maior bilheteria de um filme animado na Coreia do Sul, Dinamarca, e Venezuela. É também a maior bilheteria de um filme da Walt Disney Animation Studios em mais de 45 territórios, incluindo a região da América Latina (especialmente no México e no Brasil), o Reino Unido, a Irlanda e, em Malta, na Rússia, Comunidade de Estados Independentes, Ucrânia, Noruega, Malásia, Singapura, Austrália e China.
O filme fez sua estreia fora da América do Norte no mesmo fim de semana do seu grande lançamento norte-americano e ganhou 16,7 milhões de dólares em dezesseis países. Ele liderou as bilheterias na América do Norte durante dois fins de semana em 2014; de 10 a 12 de janeiro (27,8 milhões de dólares) e de 7 a 9 de fevereiro (24 milhões de dólares). Em geral, seus maiores fins de semana de abertura ocorreram na China (14,3 milhões de dólares em cinco dias), na Rússia e na Comunidade de Estados Independentes (11,9 milhões de dólares, incluindo as prévias), onde o filme estabeleceu um recorde de abertura no fim de semana entre os filmes animados da Disney (à frente de Tangled), e no Japão (9 730 mil dólares em três dias). Ele também estabeleceu um recorde de abertura no fim de semana entre os filmes de animação na Suécia. No total ganho, os maiores mercados do filme depois da América do Norte é o Japão (247 600 mil dólares), seguido pela Coreia do Sul (76,6 milhões de dólares) e no Reino Unido, Irlanda e Malta (65 700 mil dólares). Na Coreia do Sul, Frozen é o segundo maior filme estrangeiro, o maior lançamento da Disney e o primeiro filme de animação a ganhar mais de dez milhões. No Japão, é o terceiro filme de maior bilheteria de todos os tempos, o segundo filme estrangeiro de maior bilheteria (atrás de Titanic) e o filme de maior bilheteria da Disney. Ele liderou as bilheterias do país por dezesseis consecutivos fins de semana, até ser ultrapassado por outro lançamento Disney, Maleficent.
No Brasil, estreou na liderança e arrecadou 59 milhões de reais em sua segunda semana de exibição. O filme manteve-se no topo nas primeiras semanas e atraiu mais de 2,2 milhões de pessoas às salas de cinema nos dez dias iniciais. Arrecadou no total US$ 21 741 637 milhões durante sua exibição. Em Portugal, US$ 3 008 947 milhões.

### Análise comercial

Conferência de imprensa de Frozen no Japão, com Peter Del Vecho, Jennifer Lee e Chris Buck. Frozen arrecadou mais de 200 milhões no Japão.

Ray Subers, que escreve para o Box Office Mojo, comparou o filme a Tangled de 2010, dizendo que a história, como este, não foi de "interesse imediato do público" e sua comercialização teve como objetivo os meninos (semelhante a Tangled). Subers observou que a temporada de férias americanas de 2013 (Ação de Graças e Natal) faltou conteúdo atraente para as famílias, e por isto o filme iria "sair-se bem durante todo o período de Natal" e acabar arrecadando 185 milhões de dólares na América do Norte (semelhante a Wreck-It Ralph). Boxoffice.com observou o sucesso das animações anteriores da Disney lançadas durante a temporada de férias (Tangled e Ralph), mas argumentou que o elenco pode não atrair o público devido à falta de grandes estrelas. Eles especularam que o filme arrecadaria em torno de 170 000 000 dólares nas bilheterias da América do Norte. Chris Agar do ScreenRant expressou uma opinião similar; ele citou uma série de recentes sucessos de bilheteria do estúdio, e pensou que Frozen fosse suprir a falta de filmes infantis no mercado, mas não esperava que superasse The Hunger Games: Catching Fire em termos de bilheteria bruta.
Clayton Dillard do Slant Magazine comentou que, enquanto os trailers fez o filme parecer "fraco", as críticas positivas poderia atrair o interesse de ambos os público-alvo e o público adulto, e, portanto, ele acreditava que Frozen tinha uma boa chance de superar o recorde de Tangled no dia de Ação de Graças. Brad Brevet do Ropeofsilicon.com descreveu a comercialização do filme como uma campanha "severamente problemática", o que poderia afetar seu desempenho nas bilheterias. Depois de Frozen ter finalizado o seu primeiro fim de semana com um recorde de 93,6 milhões de dólares durante a Ação de Graças, a maioria dos observadores de bilheteria especulou que o filme iria encerra com entre 250 e 300 milhões de dólares na América do Norte. Breitbart.com sugeriu que com "o boca-boca forte" e "grande apoio do público familiar", Frozen iria "quebrar facilmente a marca de 130 milhões na América do Norte".[carece de fontes?] Na época, o Box Office Mojo mudou sua suposição inicial para uma bilheteria total de 250 milhões de dólares na América do Norte. Em uma entrevista realizada em início de dezembro de 2013, Dave Hollis, executivo de distribuição da Disney, elogiou os esforços dos cineastas e a equipe de marketing do estúdio: "Para uma empresa cuja fundação foi construída em cima da animação, uma abertura, como esta, é realmente grande". Ele ainda comentou que o público poderia ter sido "muito tocado pela mensagem", e que Frozen destina-se a um público geral, em vez de qualquer um em particular.
Quando Frozen tornou-se um enorme e inesperado sucesso, Bilge Ebiri do Vulture analisou os elementos do filme e apontou oito fatores que levaram ao seu sucesso. Ele explicou que Frozen conseguiu capturar o espírito dos clássico da Disney, como Branca de Neve e os Sete Anões e Cinderela. Ele também escreveu que o filme tem em Olaf, um "doce, irreverente" personagem com humor leve, que é "uma exigência para filmes animados focados em criança", e suas canções "espirituosas, atrativas", e observou que o filme foi "revisionista" não "tendo um vilão típico"; Elsa, a pessoa que devia ser a vilã, apesar de criar "a maioria dos desafios para os heróis mais típicos do filme como princesa Anna", é apenas "uma menina que está com problemas". A história de duas irmãs que foram separadas enquanto cresceram, é uma conotação da vida real que muitos telespectadores tinham com seus irmãos, e a luta da Elsa para superar a vergonha e medo de seus poderes foram também relacionável com o público. Por último, ele identificou vários fatores que atraíram o público feminino: duas personagens femininas fortes; uma mudança na subtrama romântica de costume, quando o tradicional "Príncipe Encantado" - Hans - acabou por ser um vilão surpresa; e o "ato de amor verdadeiro" que salvou Anna, era seu próprio sacrifício para salvar Elsa. Scott Davis da Forbes creditou o sucesso comercial do filme para o marketing destinado a ambos os sexos, bem como o sucesso de sua trilha sonora.
O sucesso comercial de Frozen no Japão foi considerado um "fenômeno", e recebeu ampla cobertura da mídia. Lançado neste mercado como Anna and the Snow Queen, o filme foi aumentando seu lucro nas três primeiras semanas de lançamento, e só começou a cair na quarta; enquanto outros filmes geralmente crescem na semana de abertura e declinam nas últimas. Frozen recebeu um público de mais de 7 milhões de pessoas no Japão até 16 de abril, e cerca de 18,7 milhões em 23 de junho. Muitos telespectadores foram relatados terem visto as duas versões: original e a dublagem japonesa. Japan Today também relatou que a versão dublada local ficou "particularmente popular" no país. Gavin J. Blair do The Hollywood Reporter, comentou sobre lucros do filme no Japão: "Mesmo depois de seu 9,6 milhões de dólares (986 400 000 ienes) em três dias de abertura, um recorde para uma animação da Disney no Japão, poucos teriam previsto os números já terem acumulado". O chefe de distribuição da Disney, Dave Hollis, disse em uma entrevista que "tornou-se muito claro que os temas e as emoções de Frozen transcendem a geografia, mas o que está acontecendo no Japão é extraordinário".
"O sucesso de Frozen não abre o público japonês para os filmes americanos" (como relatado pela International Business Times), mas de acordo com Akira Lippit da USC School of Cinematic Arts, houve vários fatores que constituíram este fenômeno: além do fato dos filmes de animação "ser lançados com grande frequência no Japão, e o nome da marca Disney, com toda a sua herança é extremamente valioso", "o maior motivo é o público principal - meninas de 13 a 17 anos". Ele explicou ainda, que o público desta faixa etária têm um papel vital na formação da cultura pop japonesa e "Frozen tem tantos elementos que interessa eles, com a história de uma menina jovem, com poder e misticismo, que encontra a sua própria bondade em si mesma". Ele comparou a situação atual do filme com o fenômeno semelhante que ocorreu com Titanic, em 1997, "quando milhões de meninas japonesas foram assistir Leonardo Di Caprio várias vezes", e pensou que o mesmo aconteceu com Frozen. Outro motivo que contribuiu para o sucesso do filme no mercado, foi que a Disney teve um grande cuidado na escolha de "alta qualidade" dos dubladores para a versão japonesa, desde nomes da música pop local, que tiveram um papel importante com o público adolescente. Orika Hiromura, líder do projeto de marketing da Disney Japão para Frozen, disse em entrevista para o Wall Street Journal: "Nós realmente colocamos esforços em encontrar atores que não só poderiam interpretar o papel, mas também expressar as músicas. Nós encontramos o par ideal em Takako Matsu e Sayaka Kanda, e elas, realmente acrescentaram uma nova dimensão para a narrativa".
Quando perguntado sobre o sucesso fenomenal de Frozen, o diretor Chris Buck afirmou: "Nós nunca esperávamos nada parecido com isso, apenas que ele fosse bem como Tangled. Eu queria que o público o abraçasse e gostasse dele, mas de qualquer forma, não poderíamos ter previsto isto". Ele citou uma série de razões para a popularidade do filme: "há personagens que as pessoas se relacionam, as músicas são fortes e memoráveis e temos alguns defeitos de carácter,- algo que eu e a Jennifer Lee gostamos de fazer - e que, essencialmente, cria duas princesas imperfeitas". Quando Frozen aproximou-se do seu primeiro aniversário de lançamento, Menzel mencionou que o filme continua com a popularidade alta em uma entrevista em outubro de 2014: ".. é uma coisa notável, geralmente você faz um projeto e tem o seu momento com ele. Mas isto, [Frozen] eu sinto como se ele continua crescendo".

### Recepção da crítica
Frozen estreou com críticas positivas, com vários críticos comparando favoravelmente aos filmes do Renascimento da Disney, particularmente A Pequena Sereia, Beauty and the Beast, Aladdin e O Rei Leão. Alguns jornalistas consideram o sucesso do filme marcando o segundo Renascimento da Disney. O filme foi elogiado pelo seu visual, temas, números musicais, roteiro e dublagem, especialmente os de Kristen Bell, Idina Menzel, e Josh Gad. A sequência "Let It Go" foi elogiada diversas vezes; alguns críticos chamaram de uma das melhores sequências de filmes do ano. As revisões dos críticos no Rotten Tomatoes contabiliza que 89% deles deram ao filme uma crítica positiva com base em 189 avaliações, com uma pontuação média de 7.7/10, tornando-se o filme para a família melhor avaliado de 2013. O consenso do site diz: "Muito bem animado, inteligentemente escrito, e abastecido com músicas cativantes, Frozen acrescenta outra entrada digna ao cânone da Disney". Metacritic, que determina uma avaliação normalizada em 100 a partir das opiniões dos críticos convencionais, calculou uma pontuação de 74 com base em 43 comentários, indicando "avaliações favoráveis". CinemaScore deu a Frozen um "A +" em uma escala de A+ a F, com base em pesquisas realizadas durante o fim de semana de abertura. O Fandango realizou pesquisas com 1 000 compradores de bilhetes, e revelou que 75% deles tinha visto o filme pelo menos uma vez e 52% tinha visto duas vezes. Também foi apontado que 55% do público classificou Let It Go como sua canção favorita, enquanto Do You Want to Build a Snowman? e For the First Time in Forever, com proporções de 21% e 9%, respectivamente. Frozen foi nomeado o sétimo melhor filme de 2013 por Richard Corliss da Time e Kyle Smith, do New York Post.
O renomado crítico brasileiro, Pablo Villaça, deu ao filme cinco estrelas em cinco. Na crítica ele disse que Frozen usa "a sugestão de clichê para subverter as convenções que o próprio estúdio ajudou a estabelecer ao longo das décadas." E concluiu que "Frozen é uma obra emocionante, divertida e que, vindo logo após Enrolados e Detona Ralph, comprova que as animações com o selo Disney continuam tão inventivas e envolventes quanto na época em que o velho Walt comandava a companhia. Com a vantagem de, agora, mostrar ao seu jovem público feminino que não há qualquer necessidade de esperar pela ação de um príncipe encantado, já que as princesas são perfeitamente capazes de resolver seus próprios dilemas."
Alonso Duralde do The Wrap escreveu que o filme é "o melhor musical animado desde a trágica morte do letrista Howard Ashman, cujo trabalho em A Pequena Sereia e Beauty and the Beast ajudou a construir a moderna divisão de animação do estúdio que é hoje". Ele também disse que "enquanto ele [Frozen] fica um pouco atrás na conclusão, o roteiro… realmente oferece personagens para se importar, junto com algumas reviravoltas bacanas e surpresas ao longo do caminho." Todd McCarthy do The Hollywood Reporter observou Frozen como um verdadeiro musical e escreveu: "Você pode praticamente ver Frozen como um musical da Broadway que está destinado a tornar-se, enquanto assistia a essas princesas em 3D" Scott Mendelson da Forbes escreveu, "Frozen é tanto uma declaração do renovado valor cultural da Disney e uma reafirmação do estúdio que chega a uma união com o seu próprio legado e sua própria identidade; é também um fantástico entretenimento para a família".
O Los Angeles Times exaltou o talento dos dubladores do filme e as elaboradas sequências musicais, e declarou que Frozen era "um retorno bem-vindo para a grandeza da Walt Disney Animation Studios". Owen Gleiberman do Entertainment Weekly deu ao filme um "B +" e rotulou como um "conto de fadas encantador que mostra como a definição do que é novo em animação pode mudar". Richard Corliss da Time afirmou que, "É muito bom ver a Disney retornando às suas raízes e florescendo de novo: a criação de entretenimento musical superior, que baseia-se na tradição do Walt Disney de animação gloriosa com a veia da Broadway, está presente". Richard Roeper escreveu que o filme era um "prazer absoluto do início ao fim". Tanto Michael Phillips do Chicago Tribune e Stephen Holden do New York Times, elogiou os personagens do filme e as sequências musicais, e também fizeram comparações com a teatralidade encontrada em Wicked. Emma Dibdin do Digital Spy, condecorou o filme com cinco estrelas em cinco, e o chamou de "um clássico, alegre, com uma história emocionante, humana, e ainda é tão frequentemente engraçado, surpreendente, ousado e comovente. Chegando ao seu 90.º aniversário, é impossível imaginar uma celebração mais perfeita para a Disney do que está". Frozen também foi elogiado na mídia norueguesa como demonstração da cultura lapã (que historicamente tem enfrentado tentativa de erradicação do estado norueguês) de uma boa maneira para um vasto público. O compositor Frode Fjellheim foi elogiado pelo presidente da Noruega, Sámi Aili Keskitalo, por suas contribuições ao filme, durante o discurso de Ano Novo do Presidente em 2014.
Scott Foundas do Variety, estava menos impressionado com o filme, porém, elogiou o elenco de voz e o talento técnico: "O tátil, a paisagem coberta de neve de Arendelle, incluindo o castelo de gelo da Elsa é outra verdadeira maravilha em Frozen, reforçada pelo 3D e a decisão de fazê-lo em widescreen; um aceno para a riqueza do CinemaScope da A Bela Adormecida e A Dama e o Vagabundo". The Seattle Times deu ao filme duas em quatro estrelas, afirmando que "Embora seja muitas vezes lindo com fiordes geniais e esculturas de gelo no interior do castelo, o mais importante que junta tudo isto - a história - infelizmente falha". Joe Williams do St. Louis Post-Dispatch também criticou a história como ponto mais fraco do filme. A crítica do site do Roger Ebert, Christy Lemire, deu uma avaliação mista, na qual ela concedeu duas estrelas e meia de quatro. Lemire elogiou o visual e a performance de "Let It Go", bem como as mensagens positivas que o filme trás. No entanto, ela referiu-se ao filme como "cínico" e criticou-o como uma "tentativa de agitar as coisas sem sacudi-las demais". Ela também notou semelhança entre Elsa e outra personagem feminina conhecida por desencadear poderes paranormais quando perturbada, Carrie.
Em contraste com essas críticas mornas, a atriz Mayim Bialik, publicou uma resenha de ódio ao filme no seu blog no dia 17 de setembro de 2014. Ela alegou que Frozen é essencialmente sobre exclusão masculina da vida feminina, mas na verdade não é realmente feminista porque ainda é impulsionado pela busca de uma mulher por um homem, enquanto as personagens femininas parecem com bonecas Bratz e nem sequer "se parece em forma com os personagens masculinos". No dia seguinte, no talk-show The View (exibido pela ABC), Rosie O'Donnell ficou indignada e respondeu a Bialik, defendendo Frozen como "o melhor filme da Disney de todos os tempos".

### Controvérsias de sexismo e paralelos LGBT

#### Sexismo na animação

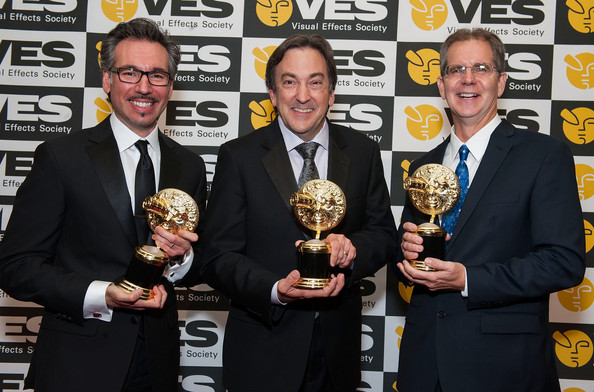
Lino DiSalvo com Peter Del Vecho e Chris Buck em 12 de fevereiro de 2014, com o prêmio do VES Awards de Melhor Animação de um Personagem em Filme Animado (Elsa).

Ocorreram alegações de sexismo depois de uma declaração do Lino DiSalvo, diretor da animação do filme, dizendo a Jenna Busch, uma fã, que: "Historicamente falando, animação de personagens femininas são muito, muito difíceis, porque elas têm que passar por uma grande gama de emoções e você tem que mantê-las bonitas". No entanto, um porta-voz da Disney mais tarde disse à Time que a citação de DiSalvo foi amplamente mal interpretada, afirmando que ele estava, "descrevendo alguns aspectos técnicos da animação em CGI e não fez nenhum comentário geral sobre a animação de mulheres versus homens ou de outros personagens". Jennifer Lee também disse que as palavras imprudentes do DiSalvo foram tiradas do contexto, e que ele estava falando em termos muito técnicos sobre animação CGI. "É difícil, não importa qual é o gênero. Eu me senti mal por ele", disse ela. Em uma entrevista em agosto de 2014, DiSalvo explicou o que ele estava tentando dizer quando sua declaração teria sido supostamente retirada do contexto, a dificuldade de criar a atuação de qualquer tipo de personagem animado, a parte de uma série de desenhos em 2D e desenvolvê-los corretamente no modelo do personagem em 3D: "Traduzir essa gama emocional em um personagem em CGI é uma das partes mais difíceis no processo de animação masculino…feminino. Boneco de neve. Animal." Ele acrescentou: "a coisa realmente triste é que as pessoas acharam a história atrativa e a repovoaram por toda a parte. Ninguém veem me pedir explicação e infelizmente, é dessa maneira que a internet funciona. Eles não querem saber a verdade".

#### Orientação sexual da Elsa
Vários espectadores fora da indústria do cinema, como pastores evangélicos e comentaristas, argumentaram que Frozen promove a normalização da homossexualidade, enquanto outros acreditavam que a personagem principal, Elsa, representava uma imagem positiva para a juventude LGBT, e sua canção, Let It Go, foi vista como uma metáfora para sair do armário. Estas interpretações foram recebidas com reações mistas do público em geral e da comunidade LGBT. Quando perguntada sobre as percepções de uma conotação homossexual no filme, Lee disse: "Nós sabemos o que fizemos. Mas eu também sinto que uma vez que entregamos o filme pronto, ele pertence ao mundo, por isso eu não gostaria de dizer nada e deixar que os fãs conversassem. Eu acredito que esta decisão cabe a eles". Ela também mencionou que os filmes da Disney foram feitos em épocas diferentes e todos foram louvados por razões diferentes, mas um filme de 2013 teria um "ponto de vista de 2013".
Em 30 de abril de 2016, fãs do filme subiram uma tag no Twitter chamada: #GiveElsaAGirlfriend que foi para o treding topics mundial; o objetivo era pedir a Disney que dê-se a Elsa um par romântico feminino na continuação de Frozen, o que faria dela o primeiro personagem abertamente homossexual do estúdio, isto seria uma representação positiva para adultos, jovens e crianças LGBT. No tapete vermelho do Billboard Music Awards em 24 de maio de 2016, Idina Menzel demonstrou apoio a iniciativa, "eu acho ótimo", ela disse: ''A Disney tem que lidar com isso. Vou deixá-los saber disso", concluindo que no entanto, apoiaria a personagem em qualquer decisão que a Disney tomasse.
A tag causou controvérsia, com pessoas alegando que Elsa não precisa de um romance e que a personagem encaixa-se mais como assexual, comunidade que abraçou a personagem. Os grupos religiosos rapidamente foram contra Elsa ser lésbica. O conservador CitzenGo, começou uma petição exigindo que a Disney não "ceda às pressões da agenda liberal" e em vez disso "seguir a sua tendência normal e criar um príncipe para namorar com a rainha Elsa.", relatou o Right Wing Watch. Eles criaram a sua própria hashtag (com menor sucesso): #CharmingPrinceForElsa.

### Prêmios

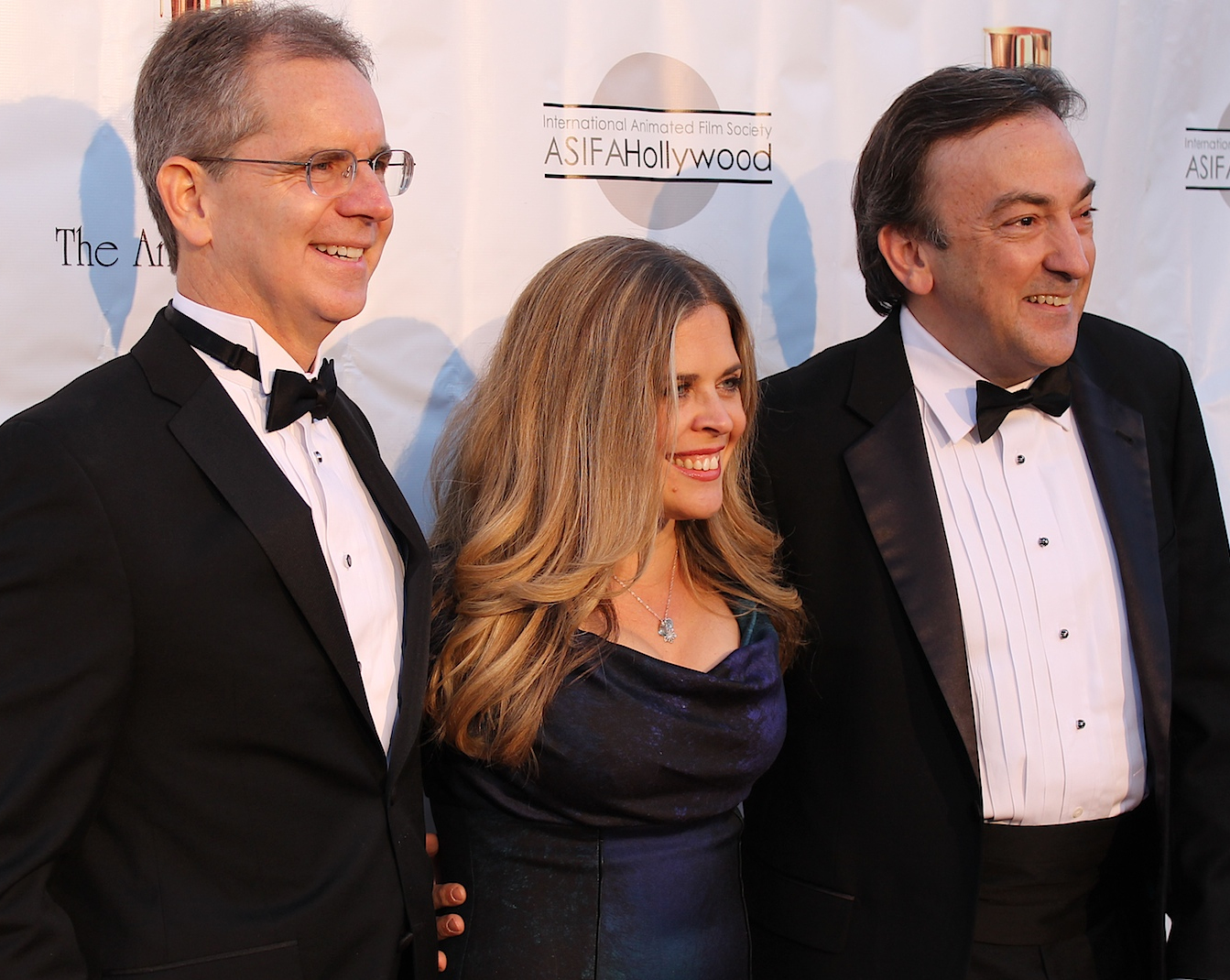
Diretor Chris Buck, escritora e diretora Jennifer Lee e produtor Peter Del Vecho, no 2014 Annie Awards.

Frozen conquistou muitos prêmios, incluindo duas vitórias durante o Oscar de 2014, concretamente Melhor Animação e Canção Original, sendo que este último prêmio foi entregue a Let It Go, interpretada por Idina Menzel. Além disso, recebeu o Globo de Ouro de Melhor Animação, um BAFTA Award de Melhor Animação, cinco Annie Awards (incluindo o de Melhor Animação) e dois Critics' Choice Awards - de Melhor Animação e de Canção Original, sendo que este último também foi entregue a "Let It Go". No Grammy Awards de 2015, a trilha sonora de Frozen foi nomeada a Melhor Trilha Sonora Compilada para uma Mídia Visual e Melhor Pontuação de uma Trilha Sonora para Mídia Visual (indicação de Christophe Beck), vencendo na primeira. A canção "Let it Go" venceu em Melhor Canção Escrita para Mídia Visual, o prêmio foi para os compositores Kristen Anderson-Lopez e Robert Lopez e Idina Menzel como cantora.

## Impacto cultural

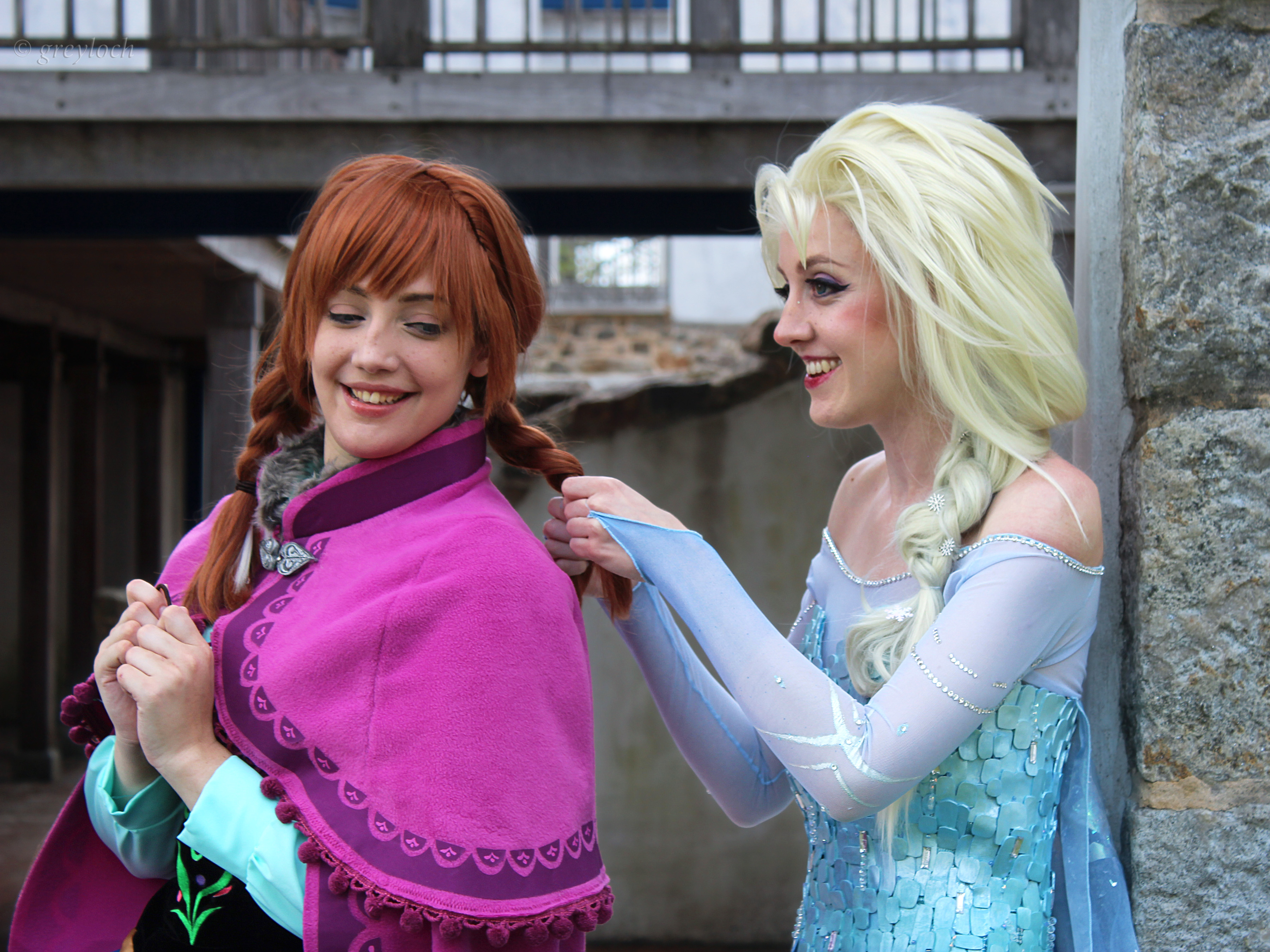
Cosplays de Anna e Elsa.

Durante os seis primeiros meses de 2014, vários jornalistas observaram que Frozen era extraordinariamente querido, em comparação com a grande maioria dos filmes, entre muitas crianças nos Estados Unidos, Reino Unido, Brasil e em outros países. Elas estavam assistindo Frozen tantas vezes que decoraram todas as músicas e cantavam o tempo todo, para a "tristeza" de seus pais, professores e colegas de classe. Entre as celebridades que disseram que seus filhos estavam obcecados por Frozen inclui, o primeiro-ministro David Cameron, bem como os atores Amy Adams, Ben Affleck, Kevin Costner e Vince Vaughn. Terry Gross levantou um ponto similar com os compositores Lopez e Anderson-Lopez em entrevista no NPR, e eles explicaram que não imaginavam o quão popular seu trabalho em Frozen se tornaria. Eles estavam apenas tentando "contar uma história que ressoasse" e "que não falhasse".
Em maio, o colunista Joel Stein da revista Time, escreveu sobre a frustração do seu filho mais jovem Laszlo, com a inevitável "agressão cultural" de Frozen na pré-escola e em todas as atividades sociais e extracurriculares, e como ele tinha conseguido uma chamada de Skype com a Kristen Bell após Laszlo ter perguntando como o filme foi feito. Laszlo perguntou a Bell se quando ela fez Frozen, sabia que este faria parte da vida das crianças, ela respondeu: "Eu não sabia que as pessoas não iam deixá-lo ir. Sem trocadilhos". Em uma entrevista do The Hollywood Reporter em dezembro de 2014, Lee reconheceu que ela tinha mudado de agradecer as pessoas quando elas manifestaram o seu apreço por Frozen, até pedir desculpas quando eles disseram "nós ainda estamos ouvindo essas músicas" (com seus filhos). Lee também disse que ela usou o filme e suas personagens femininas fortes para inspirar sua própria filha, que tinha experimentado bullying na escola, e admitiu que ela mesma foi intimidada quando criança; assim, elas conseguiram ser fiéis a si mesmas como Anna e Elsa.
Em um relatório dos 100 maiores nomes para bebê comumente usados no Reino Unido, feito pela Babycentre.co.uk no meio de 2014, Elsa ficou em 88.º; foi a primeira vez que o nome havia aparecido em seu gráfico. Sarah Barrett, diretora do site, explicou que, enquanto a heroína convencional do filme é chamada de Anna, "Elsa oferece um nome mais original e também um forte modelo feminino". Muitos pais revelaram que suas escolhas de nome foram fortemente influenciada pelas irmãs. Anna Colina, vice-presidente da Disney UK, comentou mais tarde que "Estamos muito satisfeitos que Elsa é um nome popular para bebês e é agradável ouvir que, para muitas famílias, foram seus irmãos que escolheram", e que a luta de Elsa para superar seus medos e a poderosa força do vínculo familiar, "foram relacionáveis com muitas famílias". Na lista de fim de ano do Google em 2014, Frozen foi o filme mais procurado do ano. Na Google Play Store, Frozen e sua trilha sonora foram nomeados Filme do Ano e Álbum do Ano, respectivamente, por ser os mais vendidos em suas áreas. Elsa tornou-se bastante popular na comunidade cosplay. Uma das mais conhecidas nos Estados Unidos é Anna Faith, que participa de eventos em instituições de caridades, comic-cons e etc, como a personagem.
Após a Disney anunciar em março de 2015 que uma sequência do longa-metragem estava em desenvolvimento, ambos Agence France-Presse da França e Toronto Star do Canadá, publicaram histórias gentilmente zombando do horror dos pais em todos os lugares, com a notícia de que outro "assalto sensorial e financeiro" de Frozen estava vindo.

## Franquia

Elizabeth Lail (Anna) e Georgina Haig (Elsa) em Once Upon a Time. A entrada dos personagens de Frozen na série em setembro de 2014, aumentou a audiência da mesma em 31% (9,3 milhões de telespectadores), o melhor índice da série em quase dois anos.

No espaço de um único trimestre, Robert Iger mudou de avaliar o "potencial de franquia" de Frozen, (em fevereiro de 2014) para afirmar que Frozen era "provavelmente" uma das "top cinco franquias" da Disney (maio de 2014). A enorme popularidade do filme resultou em uma escassez de mercadoria grave nos Estados Unidos, Brasil e em vários outros países industrializados em abril de 2014, que causou os preços de revenda para a edição limitada das bonecas de Frozen e figurinos dispararem para mil dólares no eBay. Quando a escassez de mercadoria foi finalmente resolvida no início de novembro de 2014 (quase um ano depois do lançamento do filme), a Disney tinha vendido mais de três milhões de trajes do filme na América do Norte. Os tempos de espera para o meet-and-greet no Walt Disney World normalmente excedia as quatro horas de funcionamento, e em fevereiro de 2014 foi estendido indefinidamente o meet and greet, que foi originalmente concebido como um promoção temporária. Em agosto de 2014, a Random House havia vendido mais de 8 milhões de livros relacionados a Frozen. As atrações turísticas, incluindo Adventures by Disney, adicionaram turnês a Noruega em resposta à crescente demanda durante o ano.
Enquanto isso, os produtores de Once Upon a Time (série da ABC Studios que pertence a Disney) concebeu uma história crossover com Frozen para a quarta temporada da série, que foi revelada no final da terceira temporada em maio de 2014, e passou a ser transmitido nos Estados Unidos em setembro de 2014 e depois mundialmente. Em 2 de setembro de 2014, ABC transmitiu The Story of Frozen: Making a Disney Animated Classic, um especial de uma hora para a televisão. No final do especial, Lasseter anunciou que a equipe de produção irar se reunir para fazer Frozen Fever, um curta-metragem que estreou no início de 2015, juntamente com o longa-metragem de Cinderela.

### Sequência
Iger afirmou em maio de 2014 que a empresa não vai "impor uma sequência" ou "forçar uma narrativa". Porém, no dia 12 de março de 2015, foi anunciado numa reunião de acionistas da Disney que Frozen 2 estava em desenvolvimento e novamente realizado por Chris Buck e Jennifer Lee, e produzido por Peter Del Vecho, ainda sem uma sinopse.
Em 25 de março de 2017, a Disney divulgou um calendário com os seus próximos lançamentos para 2019 e 2020, e foi confirmado a estreia de Frozen 2 para 22 de novembro de 2019. O lançamento no Brasil ocorreu em janeiro de 2020.